# San Giovanni in Fiore
San Giovanni in Fiore (AFI: sanʲʤoˈvanniɱˈfjoːre, Sangiuvanni in calabrese [zanʲʤuˈvaːnni]) è un comune italiano di 15 394 abitanti della provincia di Cosenza in Calabria.
Le origini della città risalgono al XII secolo quando venne fondata dall’abate e teologo Gioacchino da Fiore l’Abbazia Florense, uno dei luoghi di culto più grandi della Calabria. Centro più popoloso della Sila Grande, all’interno del centro storico conserva un gran numero di chiese, palazzi nobiliari e monumenti fra i quali il cosiddetto Arco Normanno (in realtà di origine sveva), simbolo della città.

## Geografia fisica

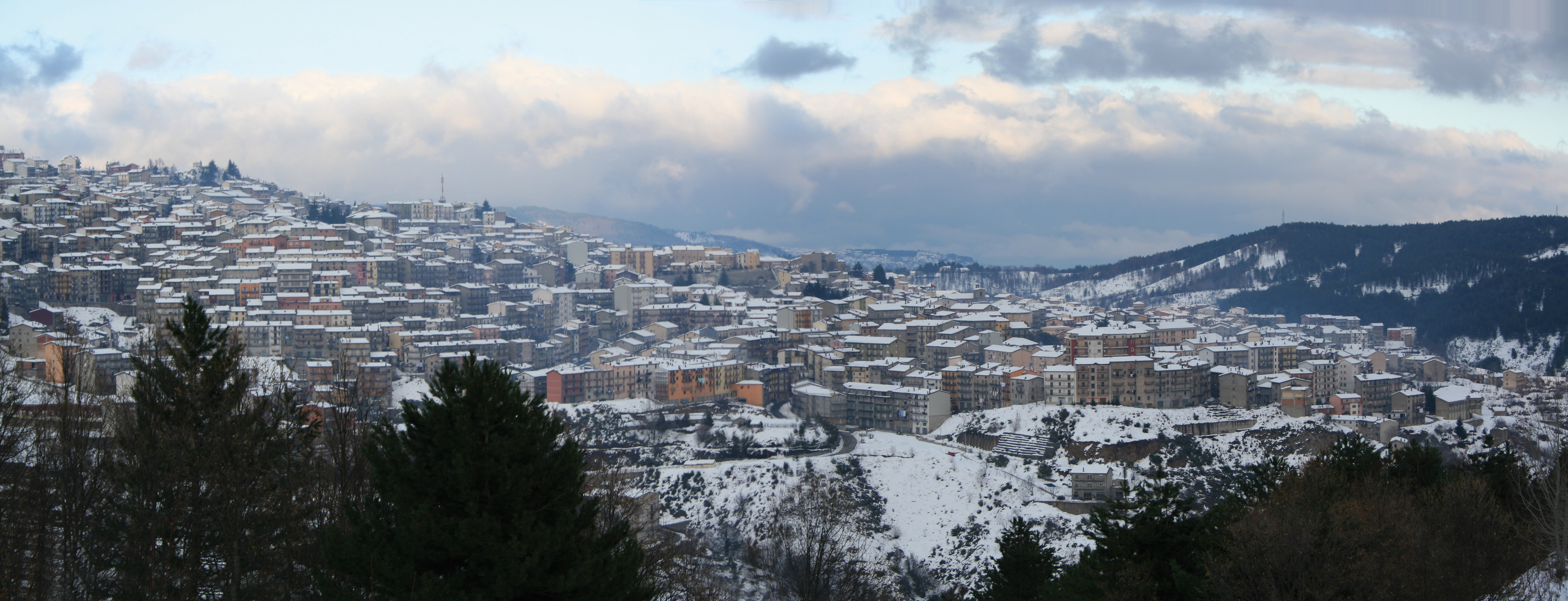
Panorama

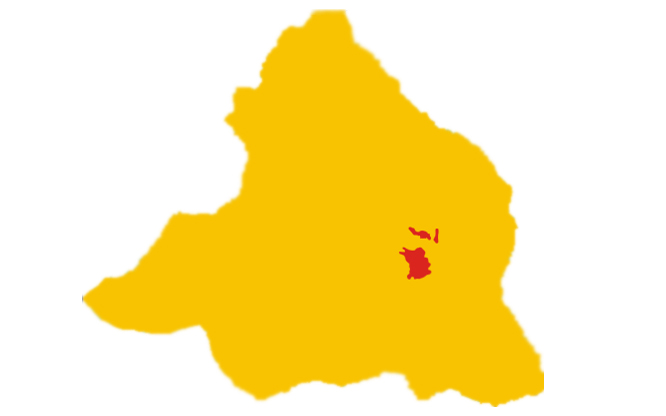
Il centro urbano all'interno del territorio comunale

Grazie alla sua superficie di 282,53 km², San Giovanni in Fiore è il secondo comune più esteso della regione Calabria (era il primo fino alla fusione dei comuni di Corigliano Calabro e Rossano nel comune unico di Corigliano-Rossano) e il quarantasettesimo a livello nazionale.

### Territorio
Citato spesso come la capitale della Sila Badiale, San Giovanni in Fiore è innanzitutto un centro abitato di montagna. Il nucleo urbano principale è arroccato sul Monte Difesa, situato al centro di una vasta conca sul versante orientale dell'acrocoro silano, con alle spalle la Sila Grande e, di fronte, la Val di Neto. L'altimetria dell'intero territorio comunale è caratterizzata da forti dislivelli: si va da un'altezza minima di 344 m s.l.m. ad un'altezza massima di 1.880 m s.l.m. (Montenero), con il centro urbano posto a 1048 metri s.l.m.(quota riferita all'ex stazione FdC - l'abitato principale è posto tra i 900 e i 1150 m s.l.m.). Inoltre l'83% dell'intera superficie comunale è posta al di sopra dei 1.000 metri, condizionata da un clima rigido e tipicamente montano, mentre la restante quota è soggetta a climi più miti che favoriscono anche la coltura di frutti e specie agricole che sono tipiche delle zone marine. Il territorio, caratterizzato da rilievi e vallate, presenta fortii acclività: il 32% ha pendenze superiori al 30%, il 28% pendenze comprese tra il 20 ed il 30%, un altro 25% è compreso in pendenze tra il 10 ed il 20% ed infine solo il 15% ha pendenze inferiori al 10%.

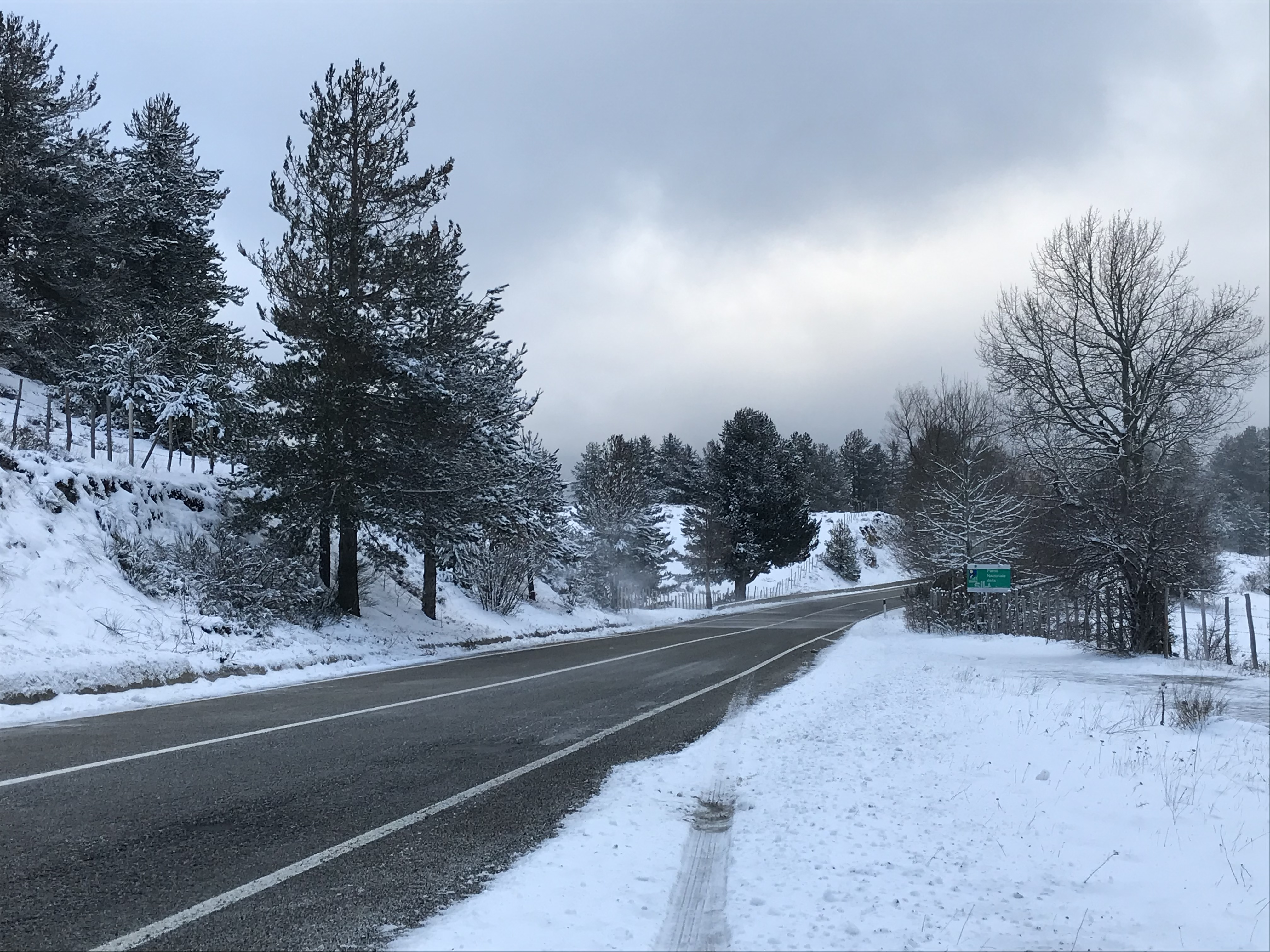
Paesaggio silano

La maggior parte del territorio comunale è protetto poiché di valore naturalistico, facendo tra l'altro parte del parco nazionale della Sila (più di 1/4 del territorio del parco ricade nel comune di San Giovanni in Fiore che ha il 61% della sua estensione compresa nel Parco) e della ex Comunità Montana Silana (di cui rappresenta il 30,5% dell'intera estensione). Il valore naturalistico del territorio è confermato dalla presenza di grandi foreste e boschi, dalla presenza di laghi e di numerosi corsi d'acqua. A queste peculiarità morfologiche si affianca una forte copertura vegetativa, vincolata per 9/10 dalle leggi forestali che ne hanno incentivato lo sviluppo attraverso politiche di riforestazione, adottate nel secondo dopo guerra, dopo che la quasi totalità del territorio aveva subito il taglio forzato da parte di ditte boschive, come pegno di guerra dell'Italia sconfitta. Tutti questi fattori hanno lasciato ampio spazio al predominio di nuovi boschi del pino tipico silano, il Pino laricio, ma anche di querceti, di faggeti e, nelle zone altimetriche più basse, di castagneti. Si registra anche un aumento della presenza faunistica negli ultimi tre decenni, incentivata dalle misure restrittive della caccia che hanno favorito il ripopolamento di varie specie animali (dal lupo al cinghiale, alle faine, alle volpi, alle lontre, ai gatti selvatici e agli scoiattoli oltre che a diverse specie di volatili).
Per altimetria, per pendenze, per aspetto naturalistico e paesaggistico e per tutela ambientale, è un territorio di montagna interna e i numerosi panorami da esso visibili presentano un'elevata qualità percettivo-paesaggistica che, dalle cime più elevate, spaziano verso zone significative della regione calabrese.

#### Orografia

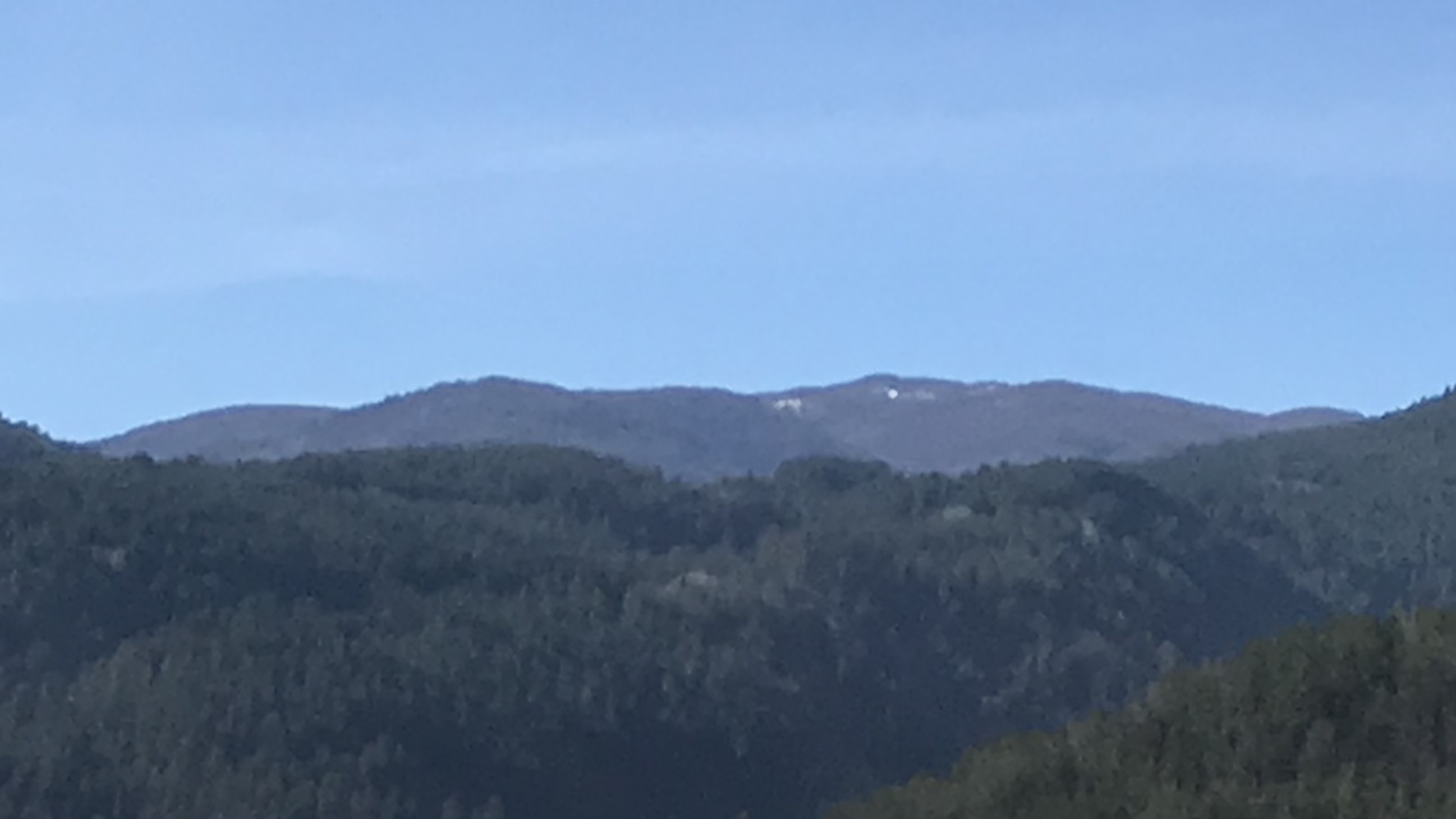
Il Montenero, vetta più alta del comune (1.880 m.s.l.m.)

Il territorio comunale possiede numerose formazioni montuose che superano i 1.500 m s.l.m. Le principali sono:
- Montenero (1.880 m)
- Monte Volpintesta (1.729 m)
- Monte Pettinascura (1.689 m)
- Monte Carlomagno (1.670 m)
- Monte Zigomarro (1.506 m)

#### Idrografia
Laghi

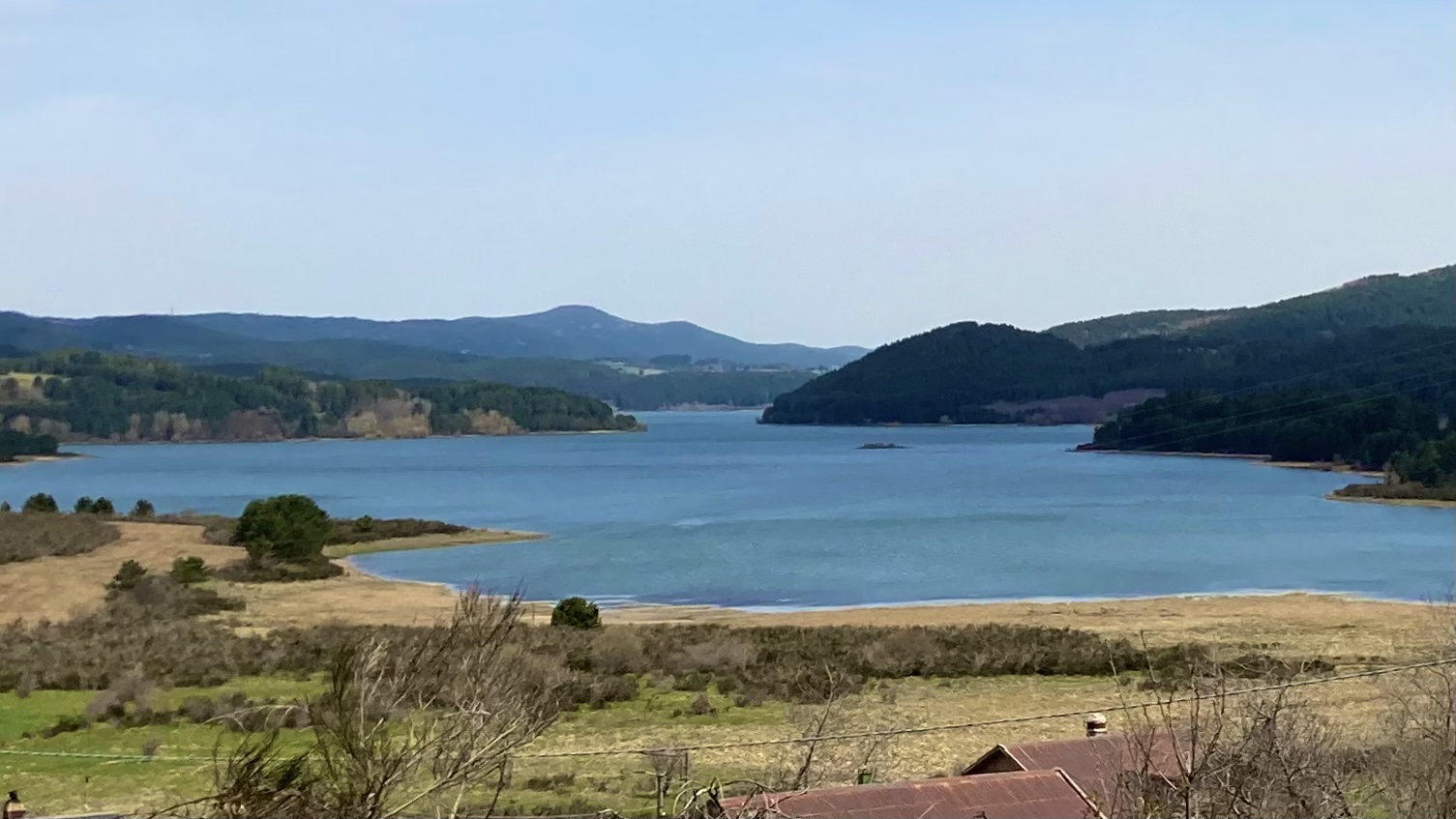
Il lago Arvo (creato per sbarramento del fiume omonimo tramite una diga)

All'interno del territorio comunale sono presenti tre laghi artificiali: il lago Arvo, il lago Ampollino (rispettivamente il secondo e il terzo lago per estensione all'interno del territorio regionale) e il lago Redisole. Nei primi due casi solo la metà fisica dei laghi fa parte del territorio della cittadina, in quanto essi sono stati in seguito utilizzati come confine geografico per la delimitazione dei perimetri comunali. La realizzazione dei laghi rappresentò la prima azione concreta volta a sviluppare la cittadina oltre che l'intero acrocoro, soprattutto per quel che riguarda la produzione di energia idroelettrica, una risorsa che però non venne sfruttata appieno dalle amministrazioni locali che governavano in quel periodo. I laghi silani sono comunque una forte testimonianza della risorsa di “oro bianco” di cui il territorio comunale e l'altopiano sono ricchi.

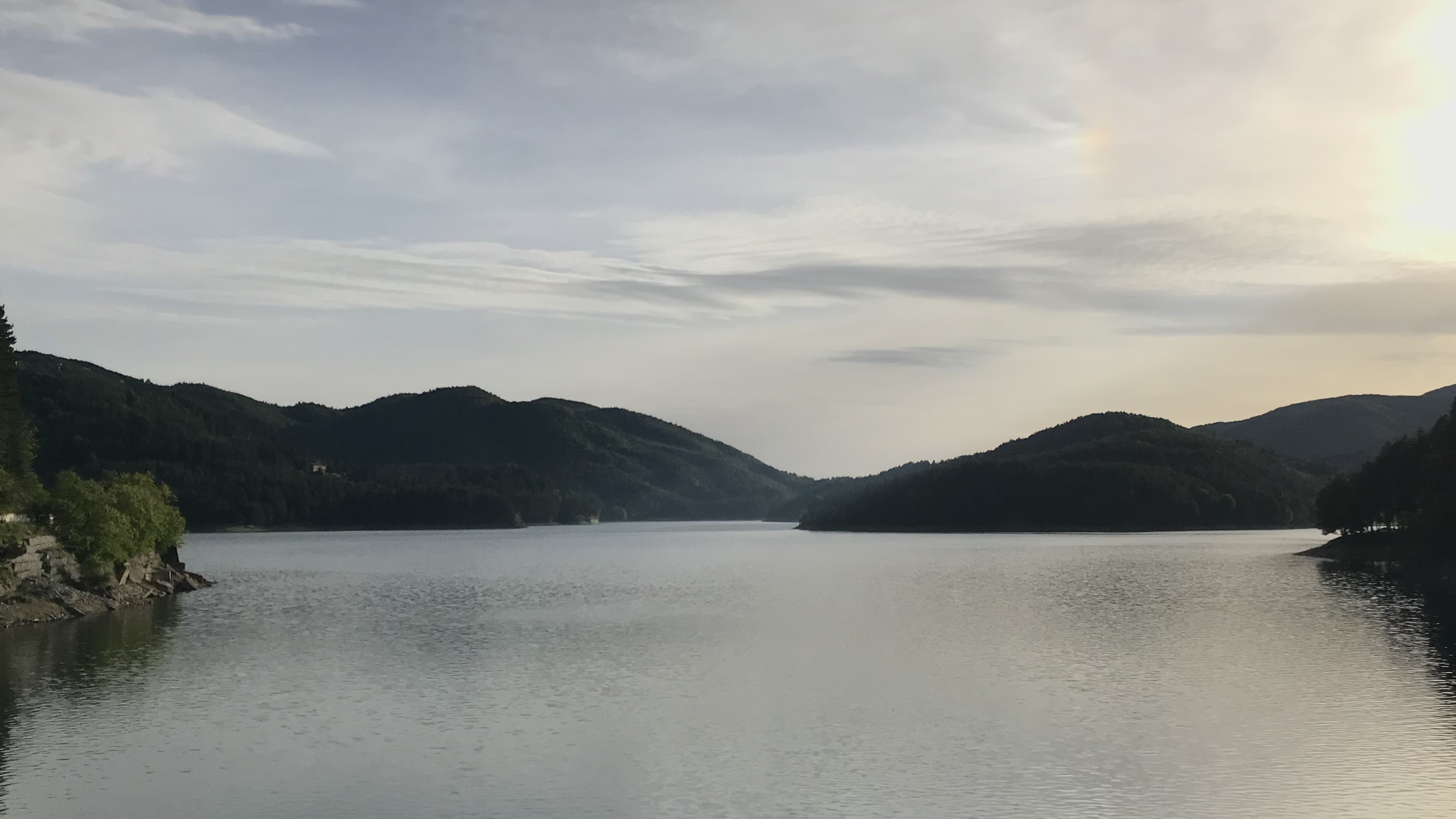
Il lago Ampollino (creato per sbarramento del fiume omonimo tramite una diga)

Oltre ai tre laghi sopra citati, vi sono altri due bacini che avrebbero potuto far parte del territorio comunale, anche se la loro realizzazione rimase solo un progetto su carta e non passarono mai alla fase esecutiva: si tratta degli ipotetici laghi di Garga e della Juntùre.
Il primo sarebbe dovuto sorgere nella vallata di Torre Garga a nord ovest del centro abitato, a circa 7 km di distanza, un bacino nel quale si sarebbero riversate le acque dell'omonimo fiume e che una volta completato avrebbe avuto una capacità di 4,25 milioni di m³ di acqua circa; il secondo lago sarebbe dovuto sorgere alla confluenza fra i due fiumi che lambiscono il centro abitato di San Giovanni in Fiore, l'Arvo e il Neto, nella località denominata Iunture, a sud del paese, con uno sbarramento che avrebbe creato un lago di 17,8 milioni di m³.
Fiumi

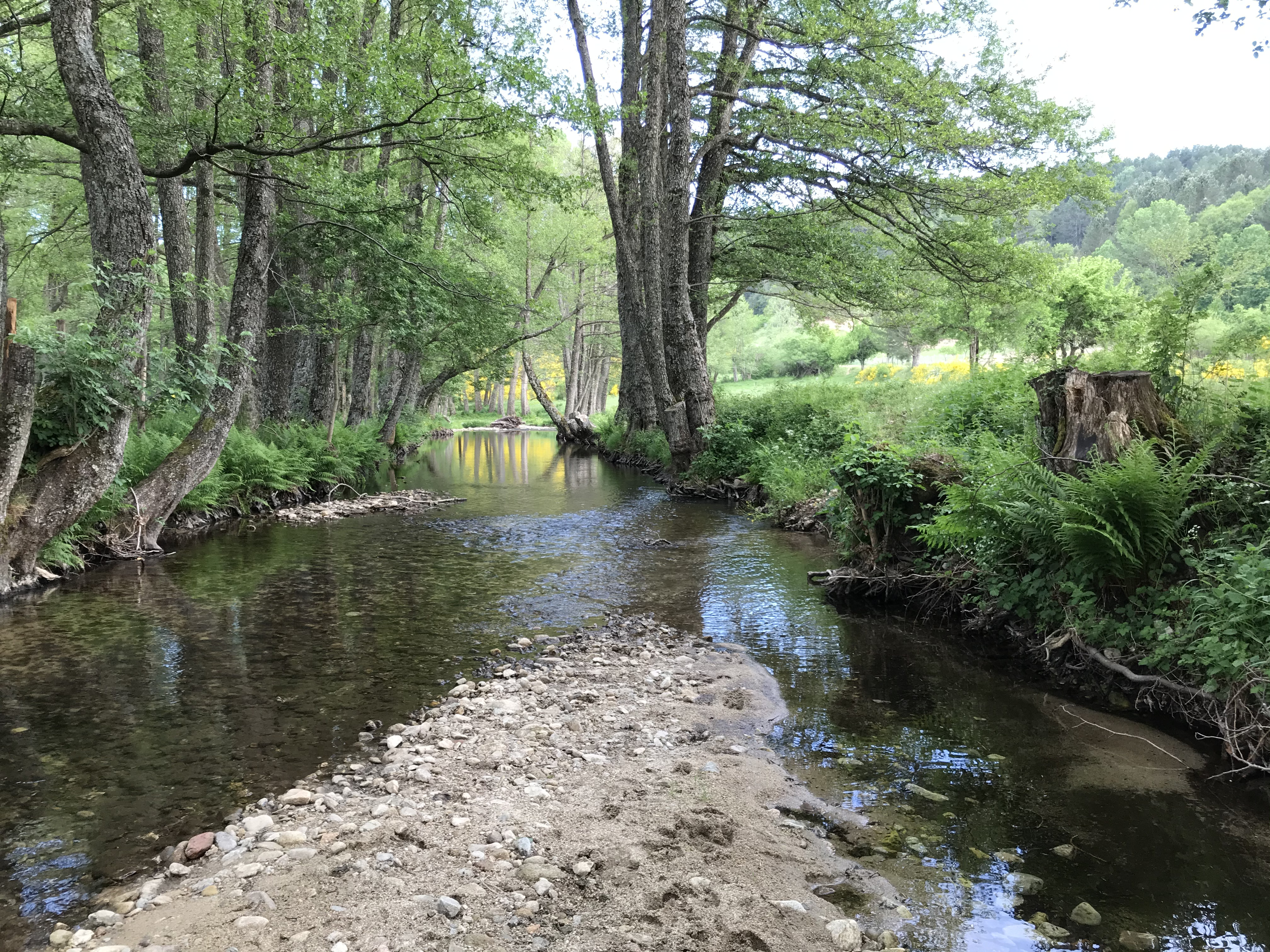
Fiume Neto

Il territorio di San Giovanni in Fiore, come i tipici territori montani, è solcato da numerosissimi corsi d'acqua la maggioranza dei quali a carattere tipicamente torrentizio, con possibili periodi di semi-siccità in estate. I corsi più rilevanti sono 3 (in ordine di lunghezza):
- fiume Neto
- fiume Arvo
- fiume Garga

Il fiume Neto è il principale fiume dell'altopiano silano e il secondo per lunghezza e portata di tutta la Calabria. Solca molte vallate toccando i villaggi rurali di Germano e Serrisi, fino a raggiungere dapprima il quartiere dell'Olivaro e in seguito prosegue lambendo il centro storico della cittadina sul lato est del centro abitato. Il fiume Arvo nasce dal Monte Timpa Orichella nei pressi di Botte Donato, alimenta l'omonimo lago e attraversa la frazione di Lorica giungendo sul versante occidentale dell'abitato della cittadina in località Macchia di Lupo. Confluisce poi nel fiume Neto presso la località delle Iunture (giunzione, in italiano) divenendone uno dei principali affluenti.
Il fiume Garga è un piccolo corso d'acqua per le modeste dimensioni di lunghezza (10 km circa), ma con una portata pari ai due fiumi precedentemente citati, confluendo nel fiume Arvo nei pressi della località Serralonga.

### Clima
Il clima di San Giovanni in Fiore è tipicamente appenninico, caratterizzato da inverni rigidi ed estati fresche e asciutte. Le stagioni intermedie sono influenzate notevolmente dalle stagioni principali, cosicché si hanno spesso autunni e primavere molto brevi, con il verificarsi del passaggio repentino fra la stagione invernale e quella estiva e viceversa. Nonostante questi fattori, la cittadina non è esente dall'influenza del clima Mediterraneo, essendo molte volte soggetta ai venti di scirocco e alla presenza di notevoli sbalzi termici, anche di 10° fra un giorno e il successivo.
La tabella climatica alla quale fa riferimento San Giovanni in Fiore, è quella relativa alla stazione meteorologica di Monte Scuro. I dati, pertanto, sono pressoché più elevati di 4-5 gradi Celsius, vista la differenza di quota.
| MONTE SCURO (1971-2000)         | Mesi         | Mesi         | Mesi         | Mesi         | Mesi        | Mesi        | Mesi        | Mesi        | Mesi        | Mesi        | Mesi         | Mesi         | Stagioni | Stagioni | Stagioni | Stagioni | Anno  |
| MONTE SCURO (1971-2000)         | Gen          | Feb          | Mar          | Apr          | Mag         | Giu         | Lug         | Ago         | Set         | Ott         | Nov          | Dic          | Inv      | Pri      | Est      | Aut      | Anno  |
| ------------------------------- | ------------ | ------------ | ------------ | ------------ | ----------- | ----------- | ----------- | ----------- | ----------- | ----------- | ------------ | ------------ | -------- | -------- | -------- | -------- | ----- |
| T. max. media (°C)              | 3,0          | 2,9          | 4,6          | 7,2          | 13,2        | 17,0        | 19,9        | 19,9        | 16,1        | 11,6        | 7,0          | 3,9          | 3,3      | 8,3      | 18,9     | 11,6     | 10,5  |
| T. min. media (°C)              | −1,7         | −2,2         | −0,8         | 1,3          | 6,4         | 9,8         | 12,4        | 12,6        | 9,5         | 6,0         | 2,0          | −0,6         | −1,5     | 2,3      | 11,6     | 5,8      | 4,6   |
| T. max. assoluta (°C)           | 21,0 (2002)  | 17,0 (1958)  | 22,0 (2001)  | 20,8 (1998)  | 25,4 (1960) | 33,3 (1963) | 32,0 (2000) | 32,4 (2000) | 29,6 (1954) | 26,4 (2000) | 21,6 (1984)  | 17,0 (1987)  | 21,0     | 25,4     | 33,3     | 29,6     | 33,3  |
| T. min. assoluta (°C)           | −15,2 (1954) | −14,8 (1969) | −16,2 (1952) | −10,4 (1956) | −5,8 (1957) | −1,4 (1962) | 3,4 (1954)  | 2,8 (1976)  | −1,2 (1964) | −6,8 (1969) | −10,0 (1957) | −16,2 (1957) | −16,2    | −16,2    | −1,4     | −10,0    | −16,2 |
| Giorni di calura (Tmax ≥ 30 °C) | 0            | 0            | 0            | 0            | 0           | 0           | 0           | 0           | 0           | 0           | 0            | 0            | 0        | 0        | 0        | 0        | 0     |
| Giorni di gelo (Tmin ≤ 0 °C)    | 22           | 22           | 19           | 13           | 2           | 0           | 0           | 0           | 0           | 2           | 9            | 17           | 61       | 34       | 0        | 11       | 106   |
| Precipitazioni (mm)             | 86,2         | 96,7         | 73,3         | 62,6         | 50,9        | 28,3        | 23,0        | 30,2        | 52,7        | 101,6       | 107,8        | 102,1        | 285,0    | 186,8    | 81,5     | 262,1    | 815,4 |
| Giorni di pioggia               | 10           | 10           | 10           | 9            | 6           | 3           | 3           | 4           | 6           | 9           | 9            | 11           | 31       | 25       | 10       | 24       | 90    |
| Giorni di nebbia                | 23           | 22           | 21           | 17           | 12          | 8           | 6           | 5           | 13          | 19          | 23           | 23           | 68       | 50       | 19       | 55       | 192   |
| Umidità relativa media (%)      | 85           | 85           | 81           | 79           | 75          | 71          | 68          | 69          | 75          | 79          | 82           | 85           | 85       | 78,3     | 69,3     | 78,7     | 77,8  |

- Classificazione climatica: zona E

## Origini del nome
Da uno studio condotto dall'architetto Pasquale Lopetrone, si evince che l'origine del toponimo di San Giovanni in Fiore si è evoluto attraverso tre distinte fasi, ognuna rappresentativa di tre distinti momenti storici dell'insediamento umano su questi territori. Le tre fasi sono indicate coi nomi dei toponimi: Fara, Fiore e San Giovanni in Fiore. Il primo toponimo, Fara, che coincide con la prima fase, deriva dall'insediamento militare sorto sul luogo dove ora sorge l'abbazia florense, che fu chiamato "Faradomus" (la casa della Fara). Il termine Fara deriva dal longobardo e indica il contingente militare migrante, con cui i longobardi riuscirono ad insediarsi anche in Italia. Dalla "Fara" silana, che è la più a sud d'Europa, i longobardi attaccarono Crotone distruggendolo sul finire del VI secolo, nonché difendevano i loro insediamenti in Val di Crati. Gli scavi archeologici condotto di recente sulle fondamenta dell'Abbazia Florense, hanno portato alla luce i resti monumentali di un edificio preesistente al complesso Abbaziale che potrebbe essere connesso all'insediamento longobardo dell'area. La tesi dell'insediamento longobardo avanzata da Lopetrone spiegherebbe la facilità con cui i florensi si insediarono in pochi mesi sui territori di "Faradomus", dove poi sorse l'abbazia, mettendoli a coltura dopo la concessione elargita da Enrico VI, nell'ottobre del 1194. Ciò fu possibile solo grazie ai canali d'irrigazione esistenti, realizzati in origine dai longobardi, che occuparono l'area per quasi 300 anni, rendendo per forza coltivabile il territorio su cui poi si è sviluppato l'abitato di San Giovanni in Fiore e non solo questo. Il secondo toponimo "Fiore", che coincide con la seconda fase, è legata alla stabilizzazione su questi luoghi dell'abate Gioacchino che, già nel 1189, denominò il territorio Fiore, volendo generare un parallelismo con Nazareth il Fiore della Galilea (a Nazareth avvenne l'annuncio dell'arrivo del Figlio, a Fiore avverrà l'annuncio di un nuovo frutto: l'Età dello Spirito Santo). L'abate dedicò Fiore, l'insediamento da lui fondato a Jure Vetere, a san Giovanni Evangelista, mettendo in pratica, attraverso la costruzione delle sue Domus Religionis, il suo modello di Ecclesia giovannea Spirituale, preludio della terza età (fase) della storia dell'umanità, congregata su vaste aree facenti capo a piccole case-chiese "aperte a tutta la gente, desiderosa di conoscere i nemici delle loro anime", disposte lungo le principali strade carovaniere della Sila Piccola, antiche strade in terra disposte trasversalmente che collegavano le aree del mare Tirreno a quelle del mare Ionio. Per i florensi la Chiesa non era l'edificio sacro ma la Comunità Cristiana congregata nel vivere da veri cristiani in un ambito aperto, senza corti chiuse, diffusamente in tutti i luoghi, sulle strade, tra la gente. A Fiore Gioacchino incominciò nell'ultima fase della sua esistenza a dar corpo al suo Monastero titolato a San Giovanni in Fiore, composto da sette domus religionis ad immagine della Gerusalemme Celeste, designate alla congregazione cristiana florense pronta a vivere in terra il Regno di Dio. Il monastero florense di San Giovanni in Fiore delle origini (1189-1202) è senza dubbio il primo modello assoluto di Chiesa Giovannea Spirituale congregata, preludio della terza età del mondo. Il titolo Monasterium de Sancti Ioannes de Flora rimase anche dopo la morte del protoabate florense, pertanto, non fu difficile chiamare San Giovanni in Fiore anche l'insediamento civile istituito nel 1530, quando l'imperatore Carlo V autorizzò all'abate commendatario Salvatore Rota a Mantova a fondare un casale, sul Cuneo (cugnale) di terra soprastante l'abbazia versante orientale, interposto tra il vallone fra Vicienzu e il canale badiale che scendeva sul crinale centrale di monte Faradomus o Difesa, passando per l'attuale ufficio postale. L'abitato civile assunse, quindi, lo stesso titolo già assegnato da Gioacchino al Monastero florense delle origini.

## Storia

### Origine
La storia di San Giovanni in Fiore si può suddividere in cinque distinte fasi. La prima fase è detta florense, giacché governata dagli abati regolari dell'ordine, da Gioacchino da Fiore ad Evangelista de Gaeta da Caccuri. Questa fase va dal 1189 al 1500, dall'ascesa dell'abate Gioacchino in Sila all'istituzione della commenda di San Giovanni in Fiore quale feudo ecclesiastico. L'abate Gioacchino da Fiore fu privilegiato inizialmente da Tancredi nel 1191, cui seguirono le grandi concessioni di Enrico VI nel 1194 e il riconoscimento della congregazione florense da parte di Celestino III avvenuta nel 1196. La seconda fase cominciò il 13 settembre 1500 quando l'abbazia di San Giovanni in Fiore fu commendata a favore di Vassalli ecclesiastici incaricati direttamente dalla Santa Sede e terminò nella primavera del 1530 quando l'imperatore Carlo V diede mandato all'abate commendatario Salvatore Rota di fondare il casale di San Giovanni in Fiore. Salvatore Rota, quarto abate commendatario fondò dunque il casale di San Giovanni in Fiore che fu governato dai vassalli ecclesiastici fino al 1783, anno in cui fu soppresso il feudo ecclesiastico e introdotto il feudo regio. Il primo e ultimo Commendatario laico, nominato dalla regia corte fu il cavaliere Luigi de' Medici di Ottajano e alla sua morte non fu nominato nessun successore essendo decaduta la forma del feudo e introdotto il governo dei comuni. Dal 1860 in poi seguì le sorti prima del Regno d'Italia, guidato dai Savoia, poi del fascismo guidato da Mussolini e infine quelle dell'Italia repubblicana.

### L'abbazia e il casale
San Giovanni in Fiore come istituzione urbana, ha una storia relativamente breve, infatti pur essendo stata fondata alla fine del 1100, con la realizzazione e l'edificazione dell'Abbazia Florense, dalla fine del 1100 fino agli inizi del Cinquecento, è stata governata secondo i dettami ecclesiastici e dei privilegi concessi al monastero e alle terre intorno ad esso, da parte degli imperatori del tempo. L'allora villaggio è poi divenuto “civico” solo nel 1530, quando Salvatore Rota, l'allora abate, prese in commenda il monastero e il territorio intorno, dando inizio allo sviluppo della cittadina di San Giovanni in Fiore.

### Dal 1500 alla fine dell'Ottocento
Nel Cinquecento avvennero considerevoli cambiamenti che condizionarono la storia di San Giovanni in Fiore. Papa Alessandro VI Borgia, nel 1500 affidò in commenda al notaio Ludovico de Santangelo di Valenza, l'Abbazia Florense. Dopo quella proclamazione altri 17 abati commendatari (tutti scelti dalla Santa Sede) avranno in affido il monastero silano. L'ultimo abate commendatario fu Giacomo Filomarino, dopodiché venne proclamato un laico scelto da re di Napoli Ferdinando IV Borbone, che in questo modo, attestò la fine ecclesiale del “Monastero di Fiore”, che divenne pertinenza del patrimonio regio. I secoli successivi rafforzarono il ruolo di attrattore che il paese aveva nel resto della regione. Coloro i quali si spingevano verso la Sila erano personaggi attratti soprattutto dalle ricchezze delle foreste e dei terreni. Dal 1600 si trovano i primi documenti di grandi possessori terrieri. Il terremoto della Calabria dell'8 giugno 1638, di magnitudo 6.5, colpì anche San Giovanni in Fiore; i danni nel principale centro silano non furono molti, ad esclusione del danneggiamento e del crollo di alcune parti dell'abbazia Florense.
Nel 1700 e nel 1800 si rafforzò il ruolo delle famiglie nobiliari nel tessuto sociale ed economico del paese, che influenzarono e non poco le vicende politiche. Nel 1844 San Giovanni in Fiore venne messa in risalto internazionale per la vicenda dei Fratelli Bandiera, rivoluzionari patrioti che vennero catturati nelle campagne del paese. Il 1848 fu l'anno della "rivolta agraria", e l'inizio della prima grande emigrazione di massa verso le Americhe.

### XX secolo
Nel 1900 la situazione politica ed economia subì profonde trasformazioni. Continuò l'ondata emigratoria e San Giovanni in Fiore ritornò alla ribalta internazionale, come uno dei paesi che pagarono le maggiori perdite nella tragedia mineraria di Monongah. Cominciarono ad intravedersi le prime prospettive di sviluppo, grazie all'industria energetica derivante dalla realizzazione degli invasi artificiali silani. Il fascismo lasciò un segno profondo anche a San Giovanni in Fiore (paese che sin dall'unità d'Italia, formò un forte tessuto politico di sinistra, confermato ancor più nel dopo guerra) con l'episodio conosciuto come Strage di San Giovanni in Fiore. Dopo la nascita della Repubblica, il paese subì altre e forti ondate migratorie. La prospettiva industriale energetica, non sembrava mantenere le promesse e l'economia locale vacillò. Il governo per rimediare alla situazione disastrata dell'economia, approvò la riforma agraria nel 1950, che interessò tutto il territorio silano. Il "problema dell'abusivismo edilizio" (nato negli anni sessanta, terminerà solo negli anni novanta), fu un fenomeno socio-economico che investì tutto il paese in ogni suo settore, e che anni dopo verrà studiato da architetti, urbanisti e sociologi.

### Simboli
Lo stemma moderno di San Giovanni in Fiore non dispone ancora di un decreto ufficiale di concessione e raffigura alcuni momenti chiave della storia della cittadina. Lo scudo è sormontato da una corona, al centro vi è un pino laricio simbolo della Sila, con tre stelle disegnate lungo una banda trasversale, che rappresentano le concessioni di porzioni della Sila, offerte a tre abati; in alto a sinistra dello scudo vi è disegnata una mitra che rappresenta il potere ecclesiastico che ha governato la cittadina per vari secoli, mentre in alto a destra è raffigurata una stella cometa, segno religioso cristiano.
Sotto lo scudo vi sono due ramoscelli intrecciati da tre rose: il ramoscello di sinistra è di olivo, simbolo di pace; il ramoscello di destra è di quercia, pianta diffusa nelle terre di San Giovanni in Fiore. La corona, infine, con cinque raggi, rappresenta il potere regio che domina sul territorio silano.
Il gonfalone civico si presenta come un drappo troncato di verde e di azzurro.

## Monumenti e luoghi d'interesse

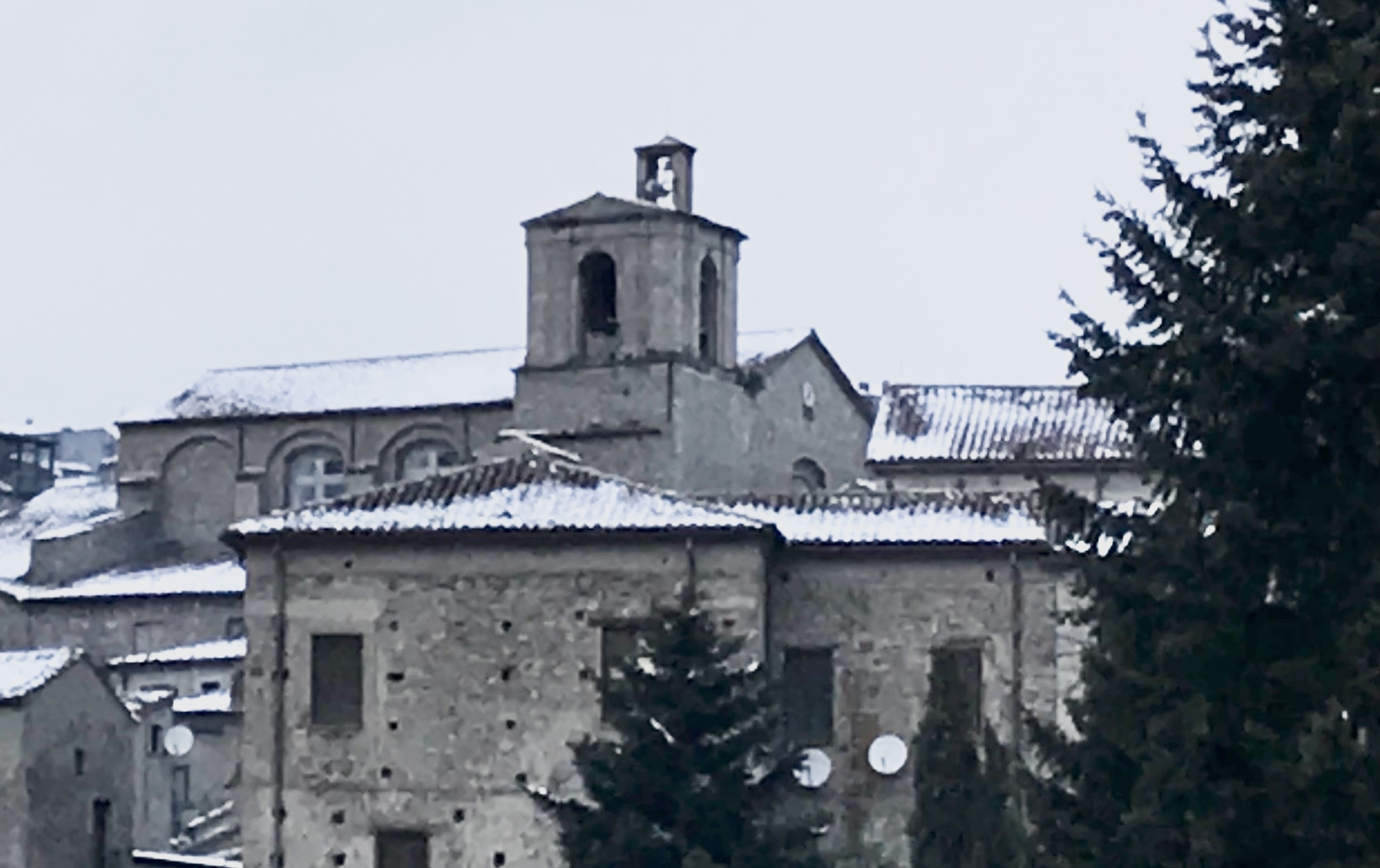
Il centro storico innevato

San Giovanni in Fiore è un paese ricco di testimonianze storiche, soprattutto religiose (dall'abbazia alle numerose chiese che hanno ospitato alcuni fra i maggiori artisti calabresi del Settecento), ma anche civili, con la realizzazione dei numerosi palazzi signorili settecenteschi ancora esistenti.

### Architetture religiose
San Giovanni in Fiore, che deve la sua fondazione a una comunità monastica, è un attivo centro religioso calabrese, merito soprattutto dell'Abbazia Florense, ma anche delle altre chiese storiche della comunità, realizzate quando la cittadina divenne "civica" e l'Abbazia venne affidata in commenda agli abati. Dopo questo avvenimento storico, il centro cittadino è stato arricchito di numerose costruzioni religiose ed è l'area urbana nella quale sono presenti i maggiori edifici di culto, alcuni dei quali concentrati in poche decine di metri del primo nucleo urbano che si sviluppò.

#### Chiese
Le chiese più importanti dal punto di vista storico ed artistico si trovano tutte nel centro storico ad eccezione del convento dei Padri Cappuccini che venne edificato fuori dall'allora contesto urbano su un colle un tempo isolato, e del monastero dei Tre Fanciulli che sorge fuori dal paese, in località ’A Patia.

##### Abbazia Florense

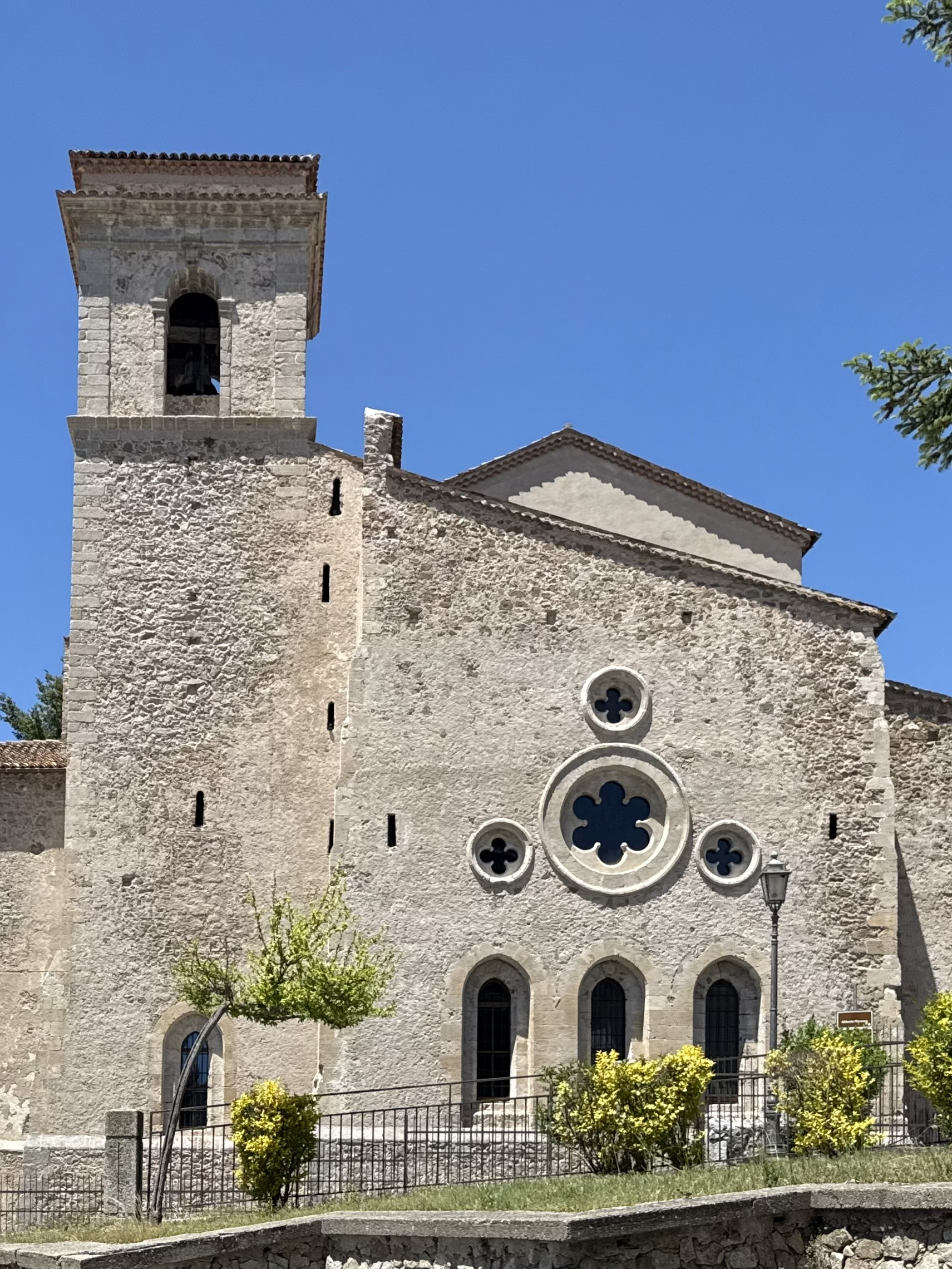
L'abside e il campanile dell'abbazia

L'abbazia Florense, attorno alla quale sorse il primo nucleo abitato, è la costruzione ecclesiastica più grande e l'unica rimasta del complesso di domus religionis organizzato e previsto dall'abate Gioacchino da Fiore, che ne tracciò pure uno schema simbolico nella tavola XII del suo Liber Figurarum. L'abbazia Florense fu fatta costruire, presso la confluenza dei fiumi Arvo e Neto, dall'abate Matteo I, successore di Gioacchino, dopo la morte del maestro (30 marzo 1202). I lavori iniziarono nel 1214 e terminarono nel 1234, eseguendo le indicazioni lasciate da Gioacchino da Fiore, che voleva realizzare proprio in quel preciso luogo una casa religiosa per gli "spiriti contemplanti". Da qui la dedica dell'abbazia a San Giovanni Battista, il santo eremita col dono della profezia e della contemplazione. Dal santo patrono dell'abbazia il paese prese poi il suo nome, nel 1530, quando fu costituito "casale civico" da un editto dell'imperatore Carlo V.
Nonostante i molti rimaneggiamenti, l'abbazia florense conserva l'austerità dello stile romanico. Sulla facciata presenta un portale in stile gotico formato da fasci di sottili colonne, con capitelli decorati da palmette e foglie, databile intorno all'anno 1220. In corrispondenza dell'altare maggiore si trova la cripta che custodisce l'urna contenente le spoglie di Gioacchino da Fiore, e la nicchia sepolcrale. L'abbazia, negli ultimi anni è stata sotto i riflettori della cronaca, poiché gli ultimi ingenti lavori di restauro, che avrebbero dovuto riportata al suo originario splendore, sono stati inizialmente bloccati dalla questura, con provvedimento di sequestro dell'area lavori, e poi riappaltati dopo il provvedimento di dissequestro. La notizia dei lavori e del sequestro dell'abbazia giunsero fino al Parlamento.

##### Chiesa madre di Santa Maria delle Grazie

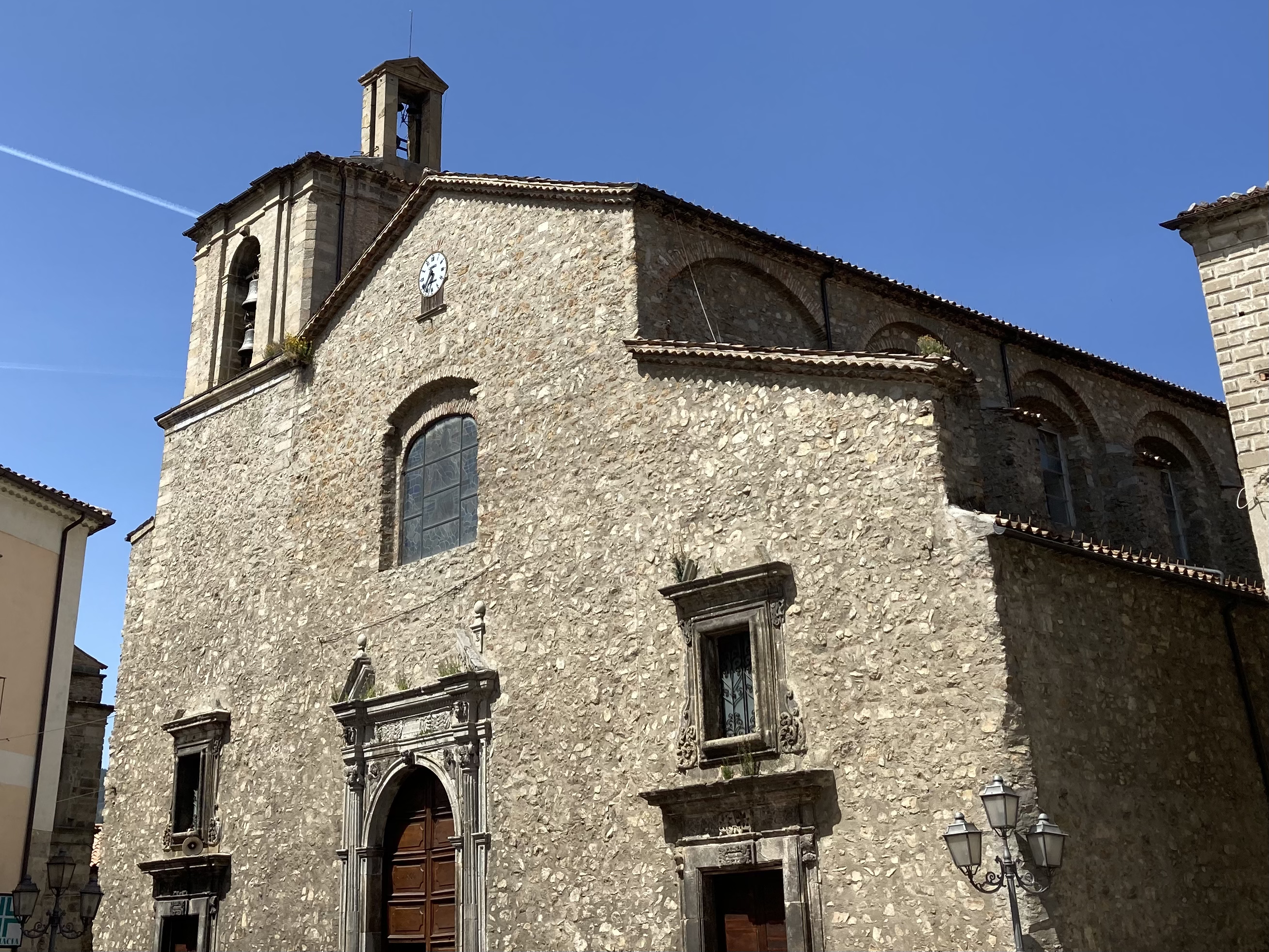
La facciata e il campanile

La seconda chiesa edificata dopo l'abbazia è la chiesa di Santa Maria delle Grazie o chiesa matrice del 1576 circa, opera voluta dall'abate commendatario Salvatore Rota, in vista dello sviluppo demografico del natio centro urbano. La chiesa conserva numerosi reliquari religiosi, statue e tele. Venne completamente riedificata nel 1770 a tre navate, assumendo l'aspetto attuale.

##### Il convento dei Cappuccini

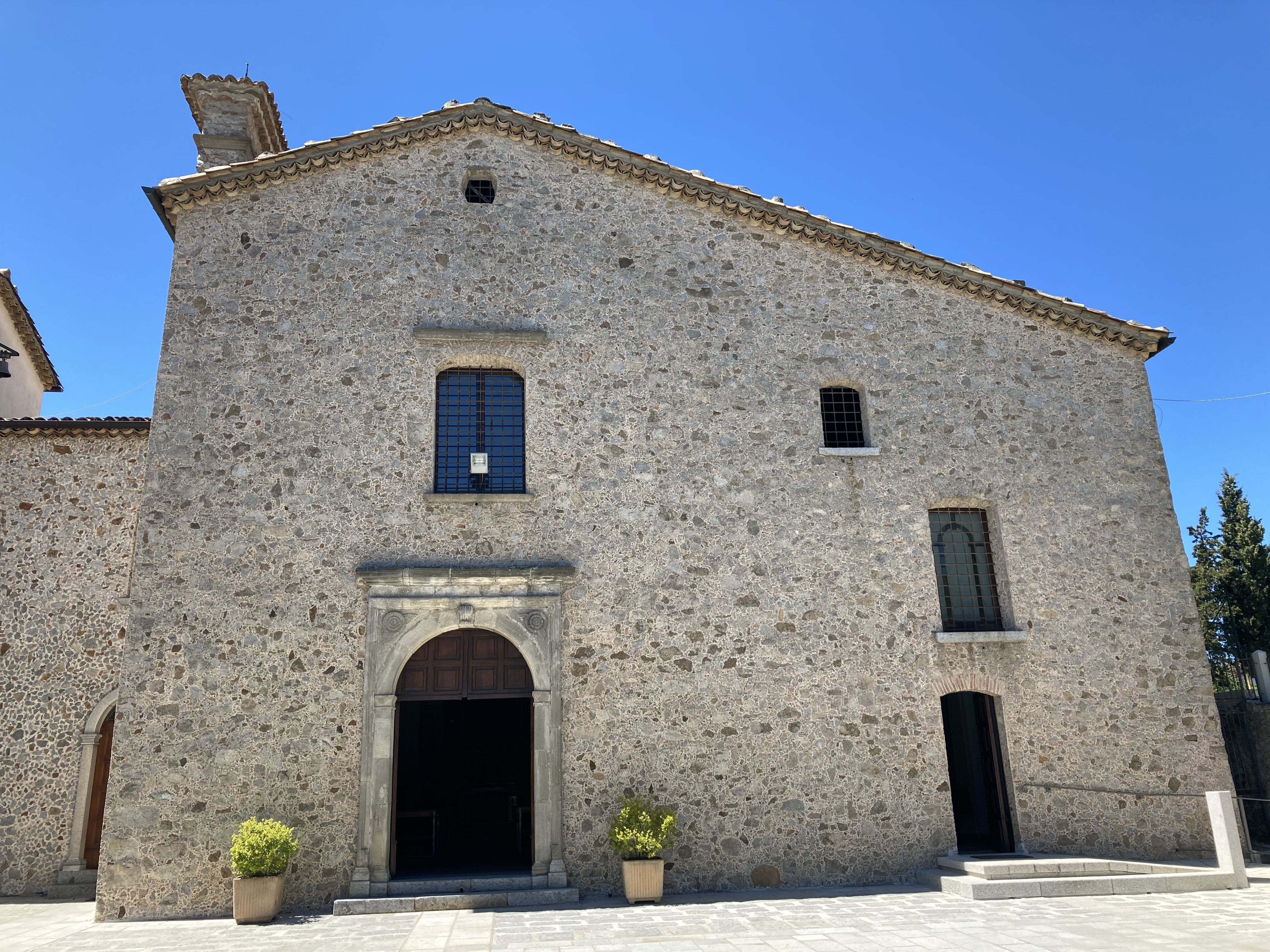
La facciata

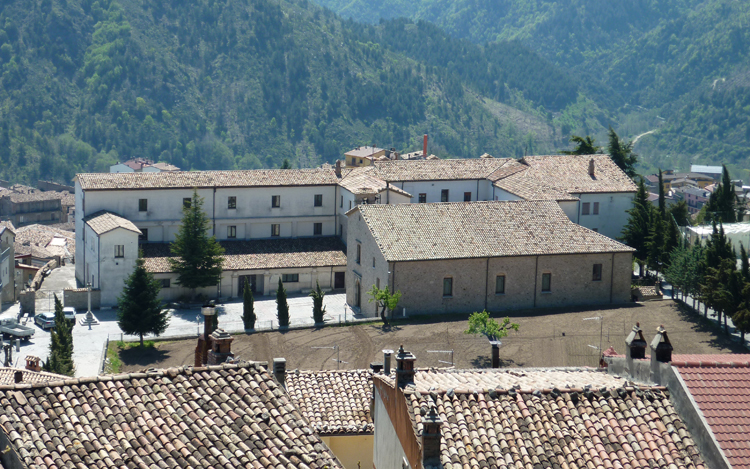
Il convento dei Padri Cappuccini

Il convento dei Cappuccini segue a distanza di un secolo, la chiesa madre. Eretto dai frati dell'Ordine minore della provincia nel 1636, in posizione un tempo, decentrata ed isolata.

##### Chiesa di Santa Maria della Sanità

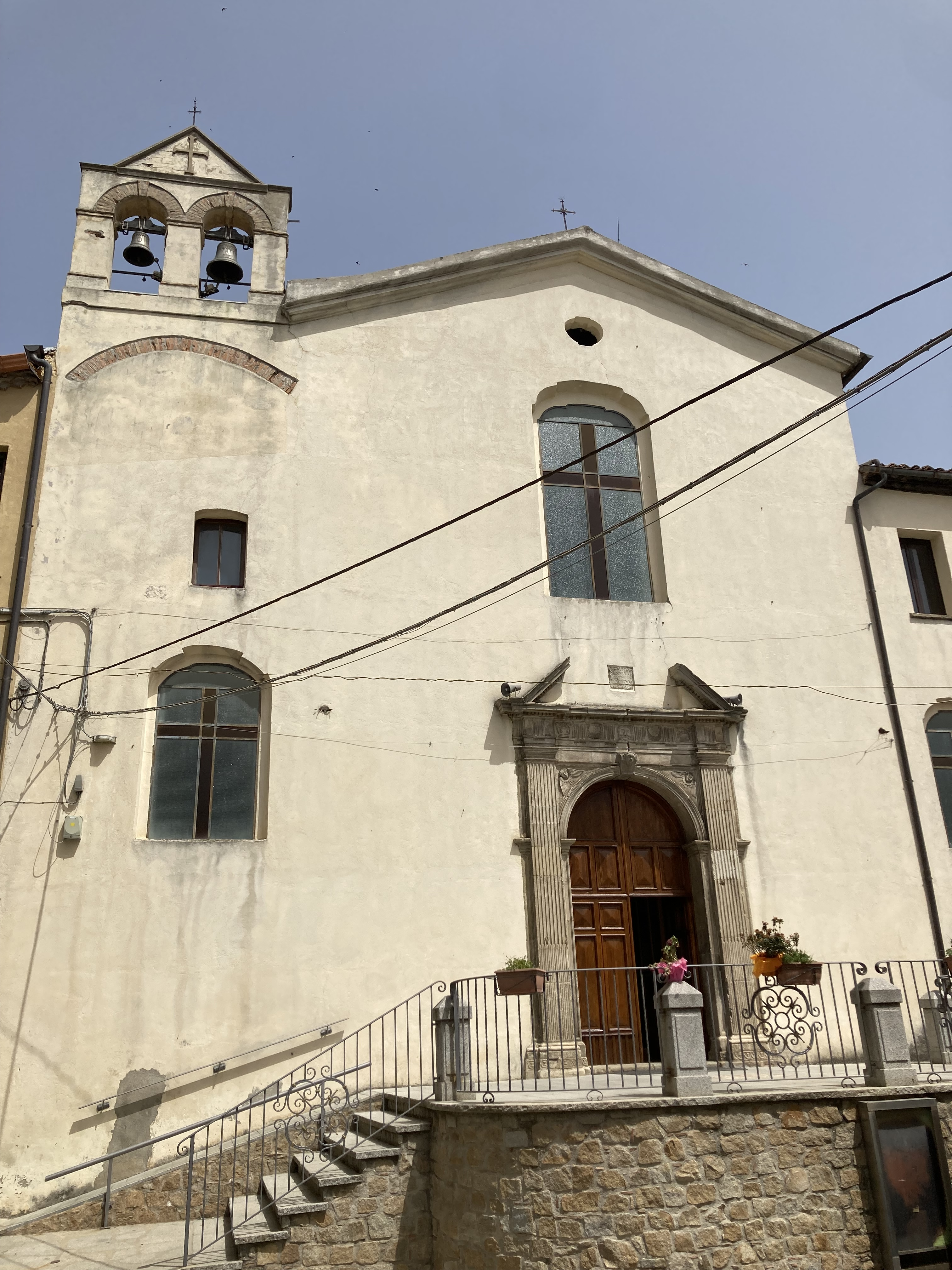
Facciata della chiesa

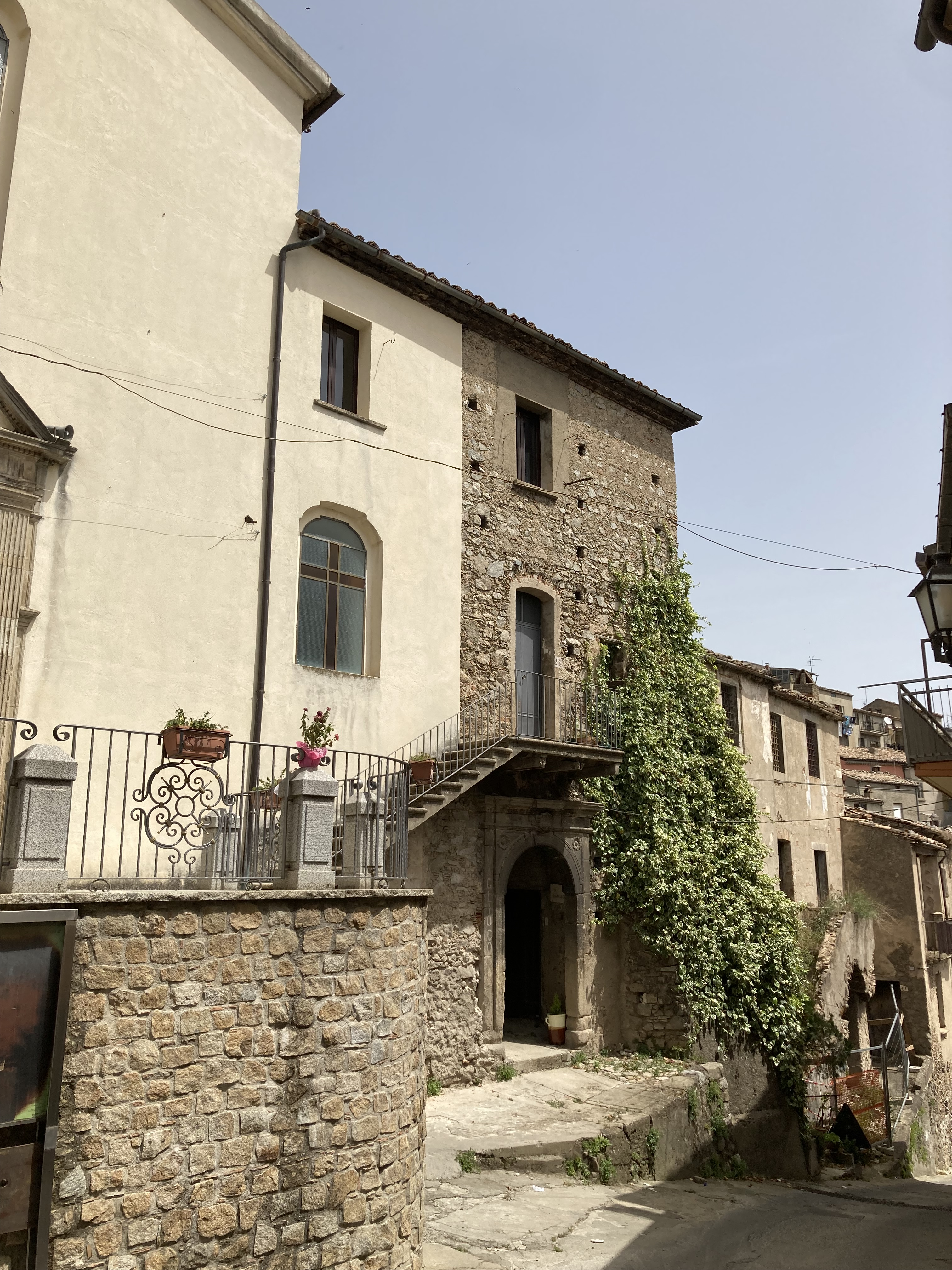
Vaglio della Cona

La chiesa di Santa Maria della Sanità, edificata nel quartiere della Cona, inizialmente era una semplice cappella posta lungo il tracciato che dal centro urbano portava in Sila o scendeva verso il crotonese. Custodisce affreschi di artisti napoletani e calabresi, oltre ad alcune tele dello stesso periodo della sua edificazione il 1678 anche se la cappella è di periodo precedente.

##### La chiesa dell’Annunziata

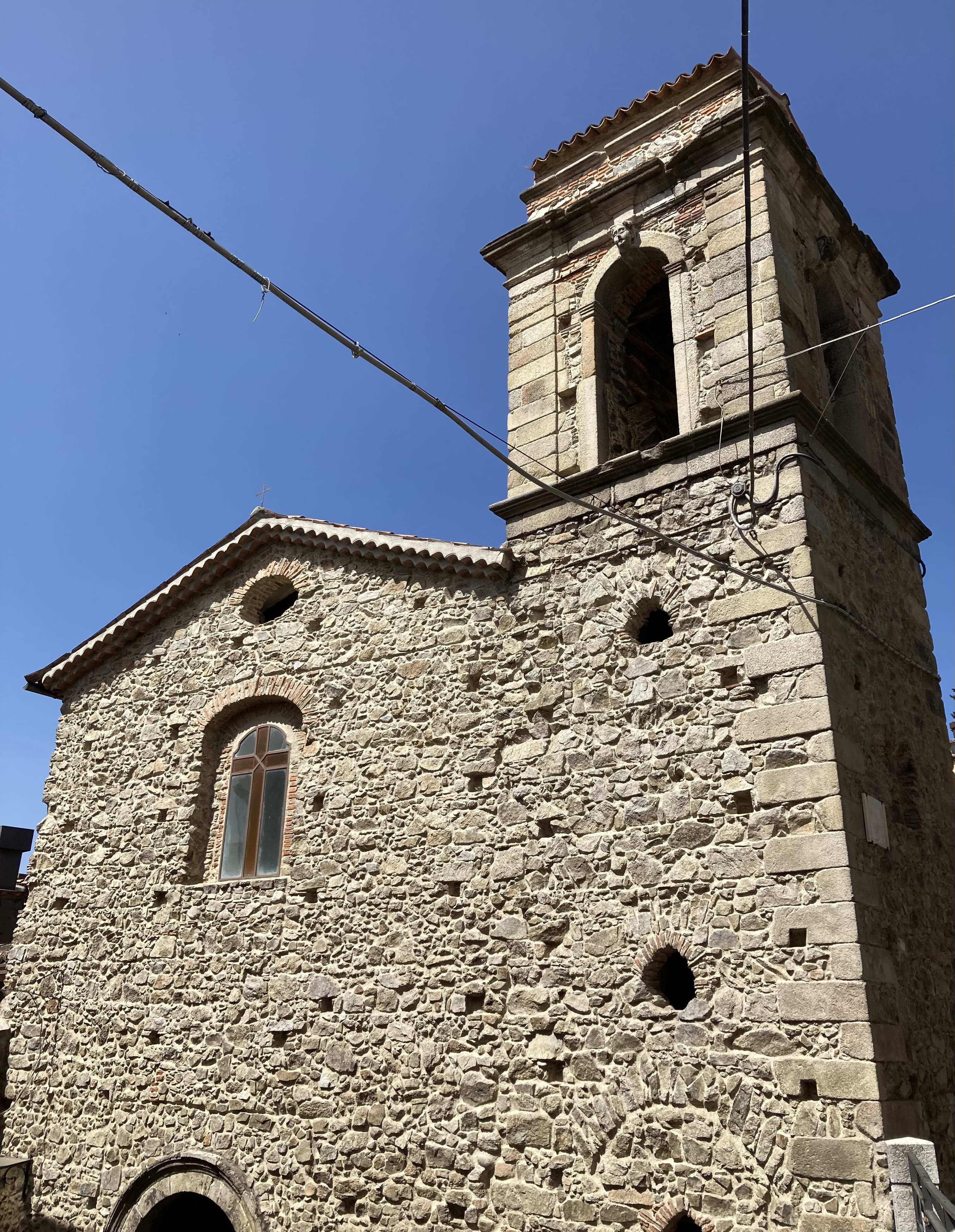
Facciata e campanile

La piccola chiesa dell'Annunziata, costruita nel 1653 era un tempo collegata alla chiesa madre attraverso un ampio locale, abbattuto nel 1930 per realizzare un nuovo accesso alla piazza principale del paese. La chiesa di modeste dimensione, ha accolto per alcuni decenni le spoglie di Giuseppe Miller e Francesco Tesei, due componenti della spedizione dei Bandiera, caduti presso il colle della Stragola.

##### Chiesa di San Francesco di Paola

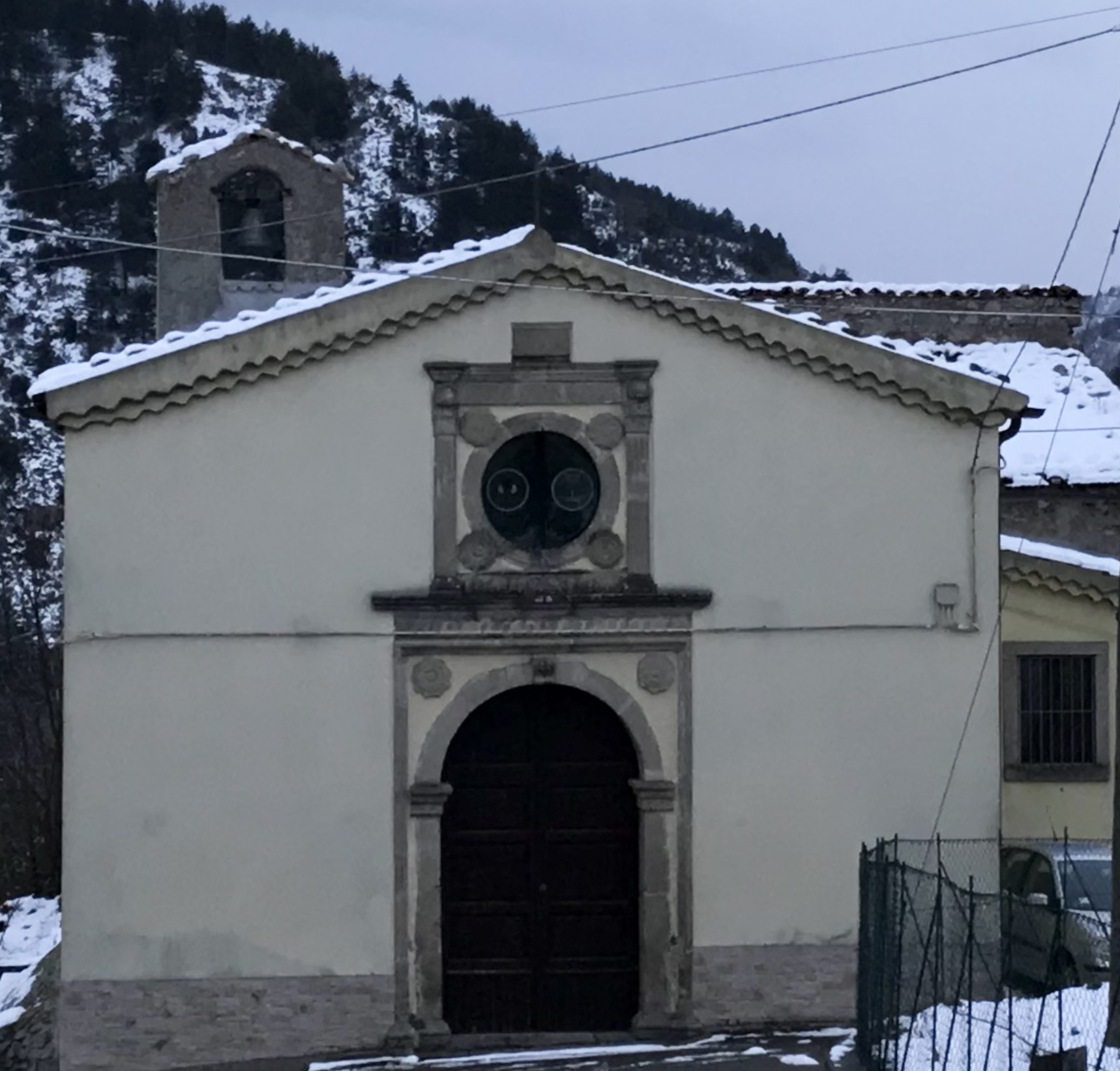
Facciata della chiesa

La chiesa di San Francesco di Paola, chiamata anche chiesa del Crocifisso risale al 1774. Il portale è costituito da un arco a tutto sesto, mentre l’interno è semplice, ad eccezione del presbiterio barocco. È la chiesa più a sud della cittadina nonché quella ad altitudine più bassa ed è posta sulla strada che porta alla confluenza dei fiumi Arvo e Neto, denominata Junture ("giunture").

##### Chiesa della Madonna del Carmelo

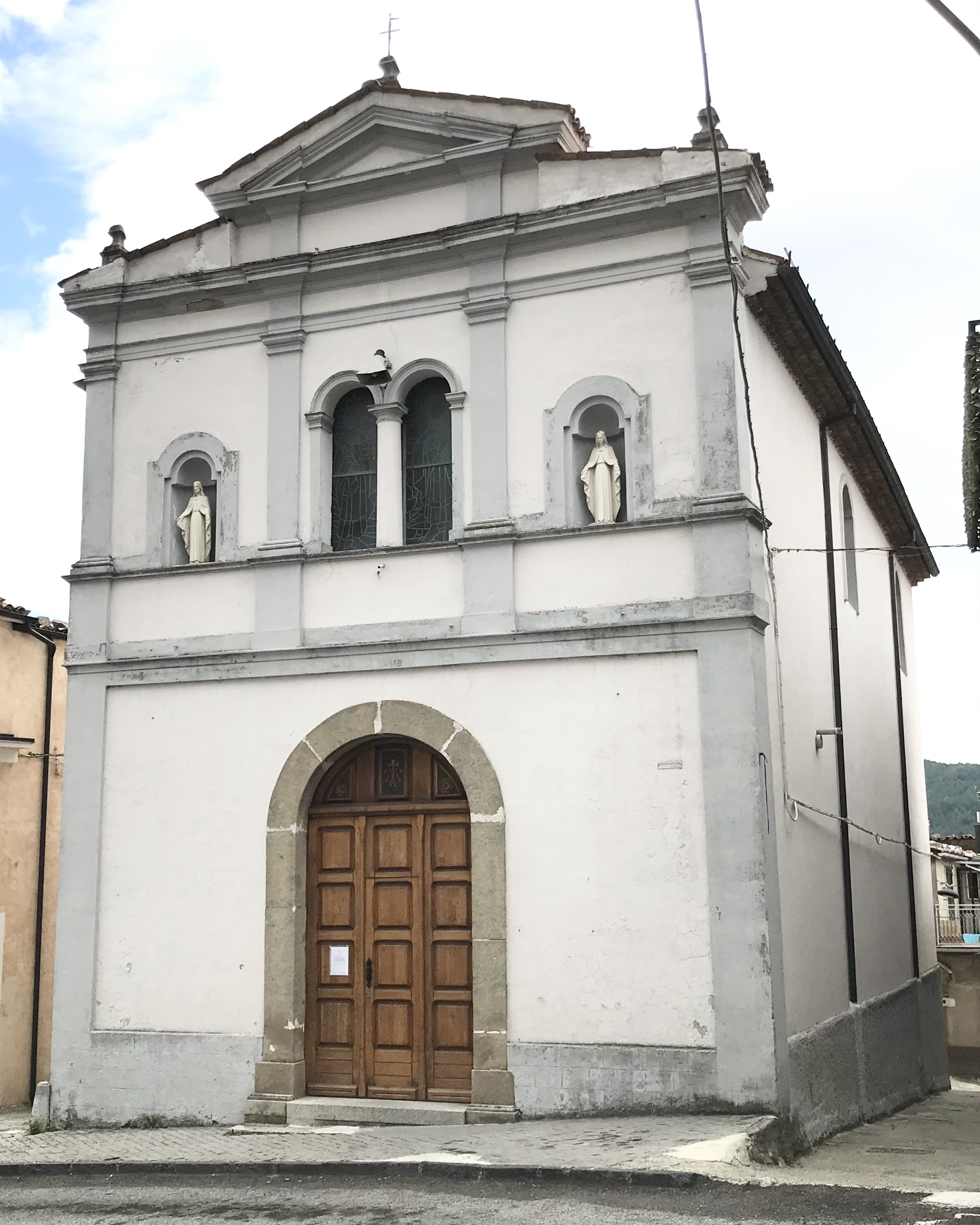
Facciata della Chiesa

La chiesa del Carmelo, popolarmente detta chiesa della Costa fu costruita dopo il 1790 nel rione della Costa lungo la strada principale del paese; fu terminata solo dopo la seconda metà del XIX secolo.

##### Il monastero dei Tre Fanciulli (frazione di Fantino, località ‘A Patia)

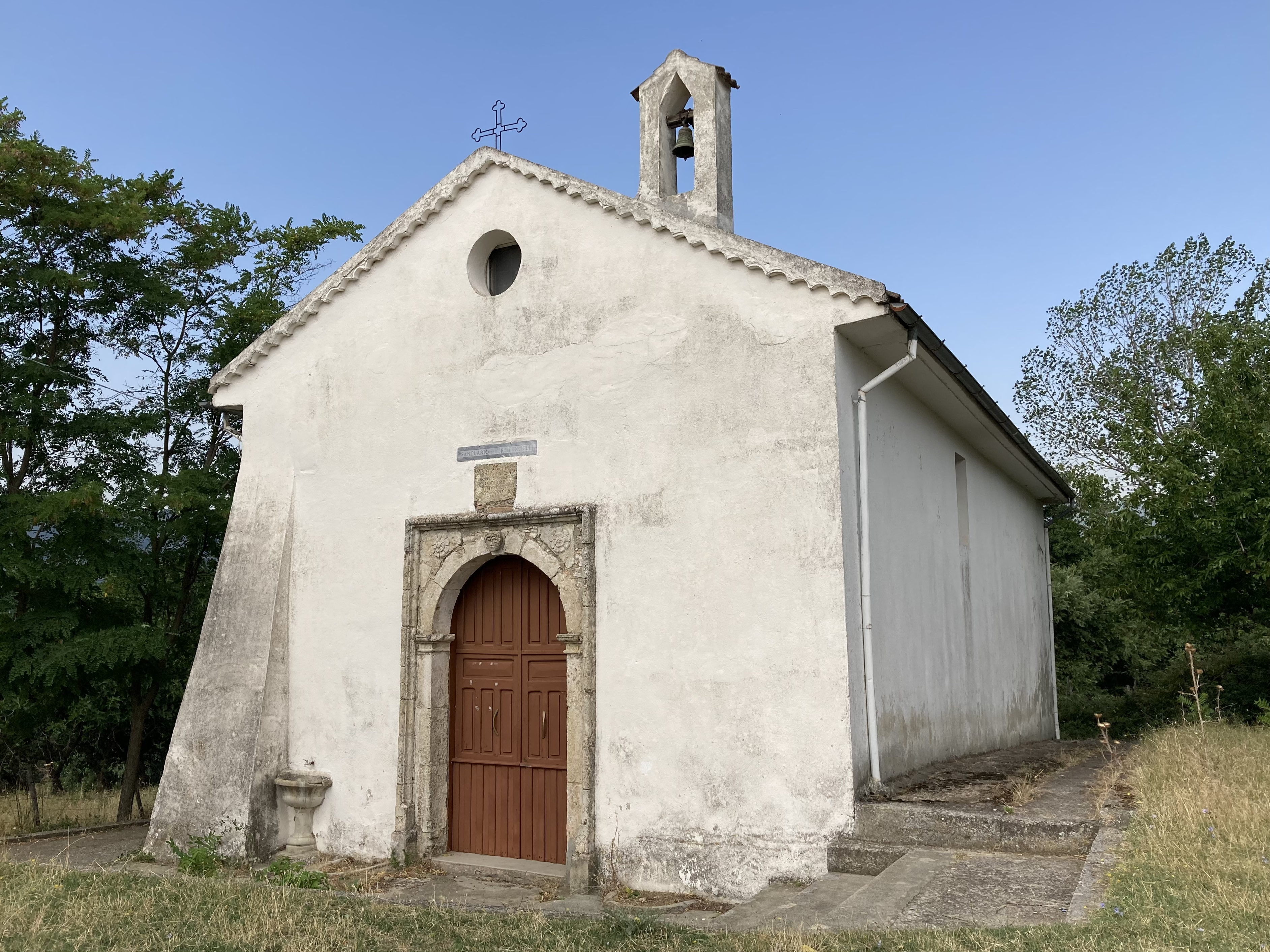
La facciata e il campanile a vela

Il monastero dei Tre Fanciulli è l'edificio religioso più antico, esistente sul territorio comunale di San Giovanni in Fiore. Posto al di fuori del centro urbano, in località A-Patia (il nome deriva dal nome "Badia", diminutivo di Abbazia) a circa 15 km dal centro silano, questa chiesa, che un tempo era un monastero, venne edificata intorno all'anno 1000. Un tempo apparteneva al territorio comunale di Caccuri, ma dopo numerosi conflitti (anche sanguinosi) fra i monaci basiliani che risiedevano nel monastero, e i monaci florensi dell'abbazia, il monastero e tutte le proprietà intestate ad esso, vennero annesse alla Sila Badiale e alle custodie dei monaci di San Giovanni in Fiore.

#### Altri luoghi di culto
A San Giovanni in Fiore sono presenti anche luoghi di culto non cattolici, ovvero la chiesa cristiana evangelica e la sala del regno dei Testimoni di Geova (in località Palla Palla).

### Architetture civili
Le prime architetture civili risalgono al 1530 quando l'abate commendatario Salvatore Rota, fece realizzare la prima via selciata (sielica) per collegare il monastero con i colli e l'acquedotto badiale. Nello stesso periodo, cominciarono a sorgere i primi edifici amministrativi nel rione Cortiglio, e si rese necessaria la creazione di una piazza pubblica come luogo sociale e amministrativo. Le architetture signorili giunsero solo verso la fine del Seicento, con l'arrivo in paese delle prime famiglie proprietarie terriere. Queste, realizzarono i loro palazzi dapprima intorno alla piazza comunale, e in seguito, a causa anche del tessuto urbano che si era conformato, molto fitto, e dell'esiguità di grandi spazi dove poter edificare, eressero le loro abitazioni sui colli che sormontavano il centro storico, con edifici architettonicamente semplici, alla ricerca tuttavia di uno slancio volumetrico, che ponesse i palazzi al di sopra del tessuto minuto circostante, in modo da poter esser visibili da più parti del paese.
Il maggior esempio di slancio volumetrico e la conseguente visibilità dell'edificio stesso, è il Palazzo Barberio Toscano, eretto allora, fuori dal centro storico, ma in una posizione dominante il centro stesso, simbolo dell'influenza che l'allora famiglia Barberio Toscano aveva nella vita amministrativa del paese.

#### Palazzi storici

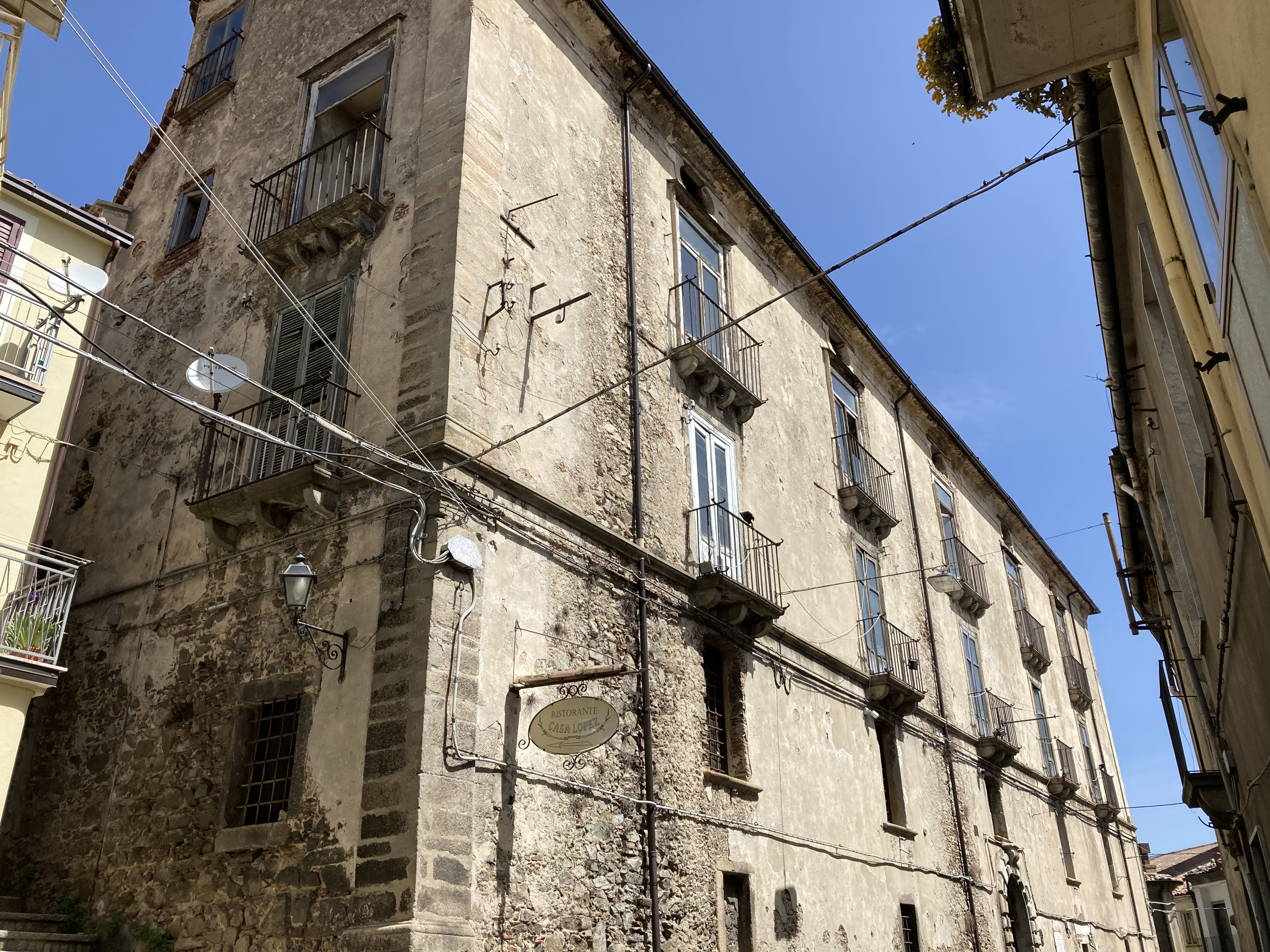
Palazzo Lopez

Fino al 1700, non esistevano edifici di rilevante dimensione e valore. L'edilizia urbana era costituita principalmente da edilizia minuta, di case e casette popolari. Solo a partire dai primi anni del Settecento si cominciarono a costruire le prime abitazioni di rilievo, di famiglie facoltose o comunque di un certo rango sociale nella vita pubblica e amministrativa della città, che possedevano boschi della Sila e allevamenti. I primi palazzi sorsero intorno alla piazza principale, l'attuale piazza Abate Gioacchino, ed in seguito lungo le strade principali e le aree marginali del centro storico, ma su terreni che permettevano la predisposizione di orti ad utilizzo della famiglia stessa. Edificare edifici di un certo volume nell'allora tessuto urbanistico, non fu certamente facile. Poche erano le aree disponibili alcune delle quali costituite da imponenti massicciate granitiche, o su forti acclività.

I palazzi vennero edificati in contesti urbani di rilievo, seguendo due disposizioni:
- la prima comprende i palazzi eretti intorno a Piazza Abate Gioacchino[47];
- la seconda comprende i palazzi dominanti il centro storico realizzati sul colle dei rioni Coschino, Catoja e Scigato

I palazzi storici familiari, sorgono tutti nel cuore del centro storico, ad eccezione di Palazzo Barberio Toscano, edificato sul colle della Filippa, nella zona nord del paese e dominante sia il centro storico, che tutti gli altri palazzi familiari.
Le notevoli dimensioni dei palazzi si possono notare solo nelle vicinanze degli stessi edifici, o in punti panoramici della città, mentre difficile è ammirarli percorrendo le strade del centro storico. La difficile reperibilità di grandi aree sulle quali realizzare i palazzi, ha fatto sì che ai palazzi non potessero essere ad essi annessi piazze o aree verdi, tranne che per i casi di palazzo Barberio Toscano, palazzo Benincasa e Palazzo Barberio.
La carenza di aree verdi o piazze, è stato in parte rimpiazzata dalla realizzazione di un cortile interno privato o alte mure riparatorie, questi nei casi di palazzo Lopez, palazzo Nicoletti, palazzo De Luca e palazzo Barberio Toscano. Di certo, la realizzazione dei palazzi, incastonati nella trama fitta urbana del centro storico, spesso in zone completamente marginali, non sono stati concepiti per lasciare al pubblico spazi marginali. Per tutti questi motivi, l'architettura degli stessi si è spinta in una ricerca compattezza dei volumi, senza presentare notevoli qualità architettoniche, ma ricercando uno slancio volumetrico notevole. Quest'ultima è la principale caratteristica dei palazzi storici, un'impronta edilizia che certamente nel passato, come in parte anche oggi, riusciva a rendere visibili e imponenti al resto del paese, i palazzi, e di conseguenza, le famiglie più prestigiose.
I primi palazzi signorili furono il palazzo Lopez (di piazza Abate Gioacchino) di fine Settecento, il palazzo Nicoletti e il palazzo Romei, di metà XVIII secolo, che sorgono intorno alla piazza principale del paese.
In posizione marginale ma dominante il centro storico, sono palazzo Barberio costruito tra il 1772 ed il 1783 (dichiarata dal 1995 Dimora Storica vincolata), palazzo Benincasa, databile intorno al 1730, palazzo Caligiuri, della seconda metà del XVIII secolo e palazzo De Luca, di inizio Ottocento.
In posizione marginale, edificati lungo le arterie principali sono palazzo De Marco, della prima metà del Settecento, sede della Biblioteca comunale, palazzo Lopez, della seconda metà del XVIII secolo, che nel 1844 ha ospitato alcuni reduci della spedizione dei Fratelli Bandiera, palazzo Oliverio, di inizio Ottocento.
Rappresenta un'eccezione palazzo Barberio Toscano (palazzo ro' barune), databile tra il 1735 ed il 1740, fortemente compromesso dalla frammentazione della proprietà, unico palazzo che può vantare il titolo nobiliare (baronale) della cittadina florense, edificato su un colle posto al di sopra di tutto il centro storico, in posizione dominante rispetto anche agli altri palazzi signorili, come evidenza dell'importanza economica e politica, che la famiglia Barberio Toscano aveva nel XIX secolo.

#### Altre architetture civili
Fra le altre architetture civili da segnalere vi sono due teatri all'aperto utilizzati per manifestazioni pubbliche, il teatro comunale all'aperto del quartiere Pirainella realizzato nel parco comunale e il teatro comunale all'aperto dei giardini dell'Abbazia Florense.

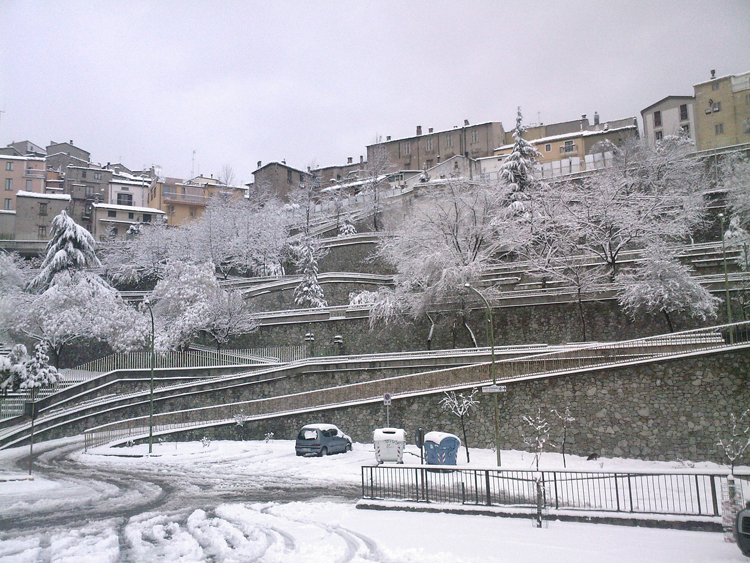
La villa comunale

#### Ville
Il paese è piuttosto carente di aree verdi, non avendo in campo amministrativo, mai sviluppato una cultura del verde e dell'arredo urbano. Già le famiglie signorili del 1700 e del 1800 non manifestarono mai la necessità di grandi giardini da realizzare intorno alle loro abitazioni, anzi i pochi palazzi storici circondati da verde, utilizzavano queste aree in parte per orto e solo in minima parte in giardino. La cultura dell'orto dinanzi casa, fino a metà anni cinquanta sopperiva, così, alla necessità di aree verdi.
Lo sviluppo edilizio del dopoguerra, cancellò gli antichi orti e le loro tracce, senza adeguatamente sostituire questi, con altre aree di verde urbano. Solo negli anni ottanta vennero mossi in campo amministrativo, i primi interventi per la realizzazione di alcune aree da destinare a verde pubblico, ma la carenza nel centro urbano di aree libere sfruttabili a tale scopo, fece individuare ed emergere soluzioni alternative. Furono realizzati un grande parco comunale in una zona periferica (quartiere Pirainella), espropriando ed abbattendo alcune costruzioni esistenti, mentre una "Villa comunale", fu realizzata alle spalle del palazzo comunale, trasformando un colle piuttosto acclive, area utilizzata ad orto, in un giardino attrezzato, formato da una serie di terrazzamenti e a forma di gradoni.
- Parco Comunale
- Villa Comunale

### Siti archeologici
Nel comune di San Giovanni in Fiore è presente il sito archeologico di Iure Vetere, luogo dove venne edificata la prima fondazione florense dall'abate Gioacchino da Fiore. Il sito è stato oggetto dal 2003 al 2005 di una campagna archeologica condotta dalla la Scuola Specializzata in Archeologia di Matera, in collaborazione col comune di San Giovanni, il Centro Studi Gioachimiti e sotto la Direzione Scientifica della Soprintendenza per i Beni Architettonici e Paesaggistici della Calabria e della Soprintendenza per i Beni Archeologici della Calabria.
La localizzazione del Protomonastero florense è raccontata in un saggio pubblicato nel 2003
I risultati delle campagne di scavo sono stati riportati in una testo pubblicato nel 2005.

### Altro

#### L’Arco normanno

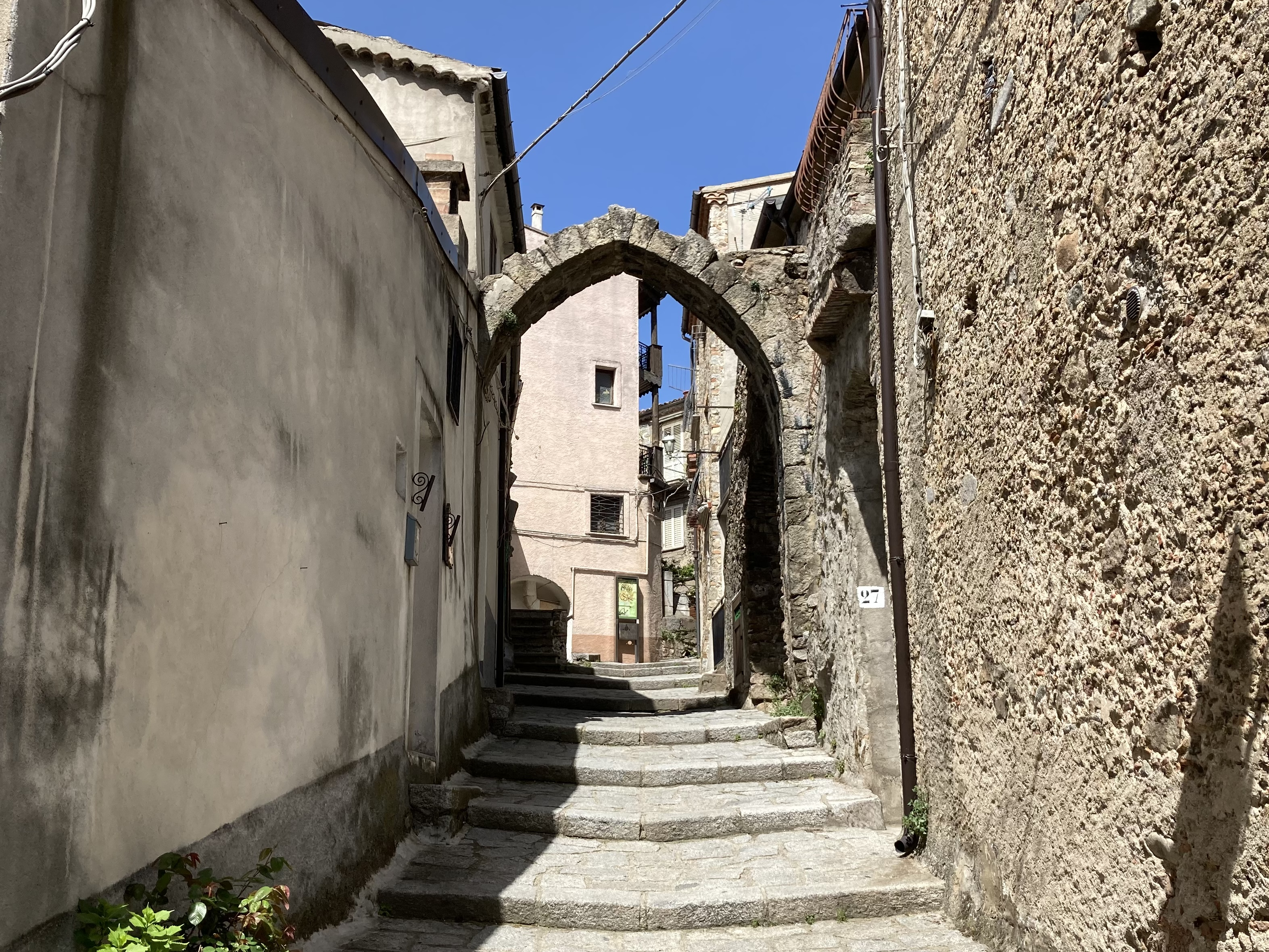
L’Arco Normanno

L'Arco normanno del 1200 è, insieme all'Abbazia Florense, il simbolo della cittadina. L'Arco normanno si trova nelle vicinanze dell'Abbazia forense. Non esistono notizie certe in merito di questo singolare monumento. Si suppone, secondo recenti studi, che l'arco facesse parte di una serie di diversi archi realizzati lungo le mura che cingevano il complesso abbaziale e alcuni edifici utilizzati dai religiosi. Le percezioni di tali supposizioni si poggiano sul ritrovamento di resti di alcuni “ammorsamenti” nei muri vicini all'arco medievale. L'arco normanno si presenta a forma di sesto ogivale, e sicuramente risale all'epoca in cui il borgo monastico era sotto la dominazione normanna, nel XII secolo. Le mura e soprattutto gli archi, erano stati fatti erigere intorno al borgo monastico, e oltre a fungere da porte d'accesso di protezione, avevano certamente anche la funzione di confini urbano extraterritoriale, oltrepassando i quali si era immuni da ogni pena inflitta dalla Corte Giudiziaria Normanna.

#### Il Monumento ai caduti di Monongah
Il Monumento ai caduti di Monongah è l'ultimo monumento, ad oggi, eretto nel comune di San Giovanni in Fiore. Fatto costruire da maestri scalpellini locali, sotto proposta e direzione della Regione Calabria, per commemorare il centenario della tragedia, il monumento fu poi consegnato alla città di San Giovanni in Fiore, quale paese calabrese con la maggior perdita di cittadini subita nella sciagura del 6 dicembre del 1907. Molti dei 956 morti nella più grave sciagura mineraria mai accaduta negli Stati Uniti d'America (Monongah, Virginia Occidentale, 6 dicembre 1907) erano infatti emigranti provenienti da San Giovanni in Fiore, oltre che da altre cittadine della Calabria, dell'Abruzzo e del Molise. Il monumento è stato visitato dal governatore del Virginia Occidentale, Joe Manchin III, nel 2004 che vi ha deposto una corona di fiori.

#### Il Cippo della Stragola

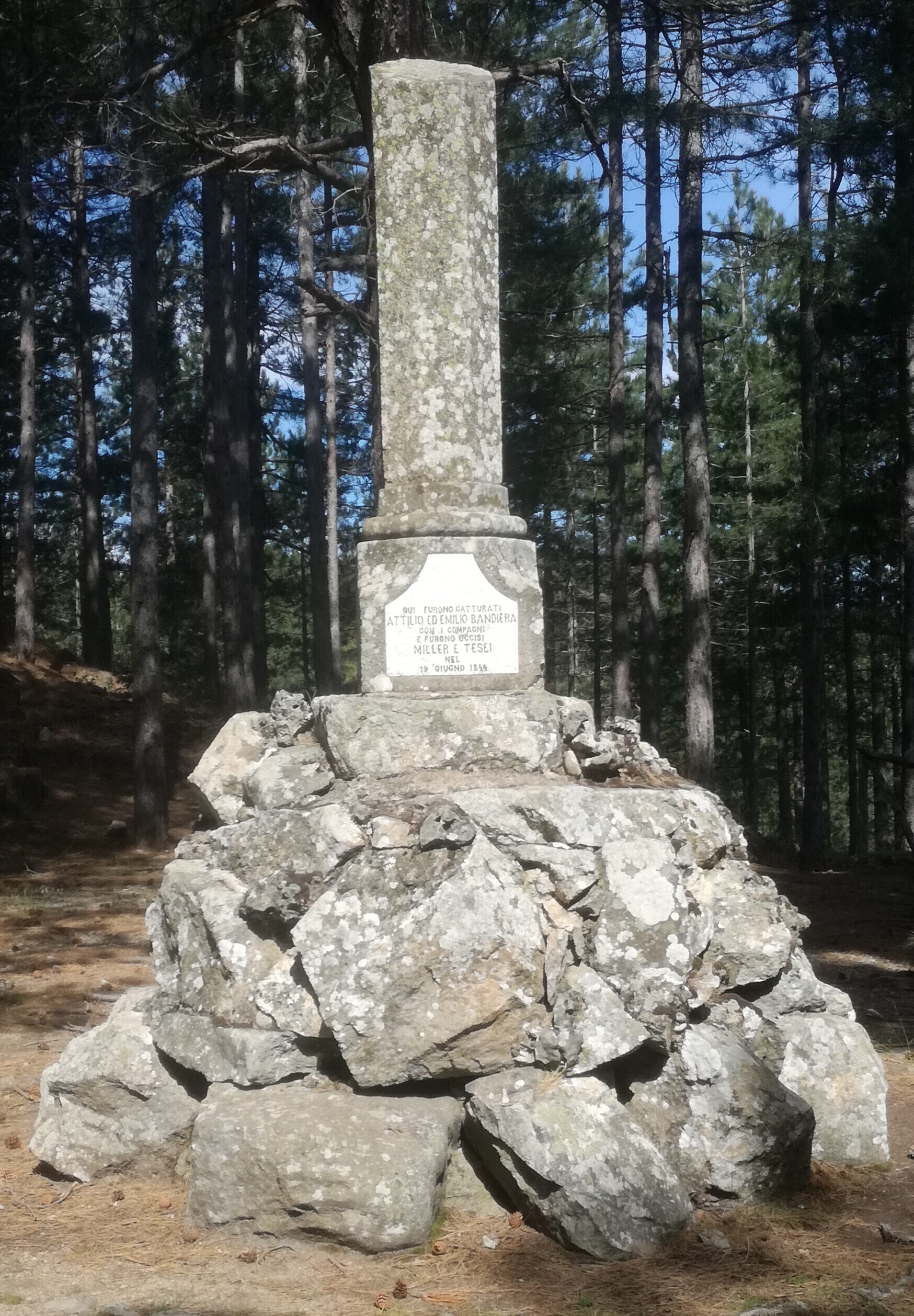
Cippo della Stragola

Sul luogo della cattura dei Fratelli Bandiera, nel 1909 venne innalzato un cippo in granito silano, comunemente chiamato Cippo della Stragola, commemorativo delle eroiche gesta dei fratelli veneziani. Il cippo si trova in località “Stragola” a circa 10 km dal centro abitato della cittadina. Il monumento, realizzato completamente con granito silano, fu eretto da parte della cooperativa "Fratelli Bandiera", per conto della famiglia Lopez, la famiglia che ospitò due dei rivoltosi catturati nel 1844. Con l'erezione del cippo, la famiglie intese mettere a tacere, le polemiche che incalzavano dall'Unità d'Italia, e che puntualmente venivano fomentate da politici del luogo.

#### I monumenti ai Caduti

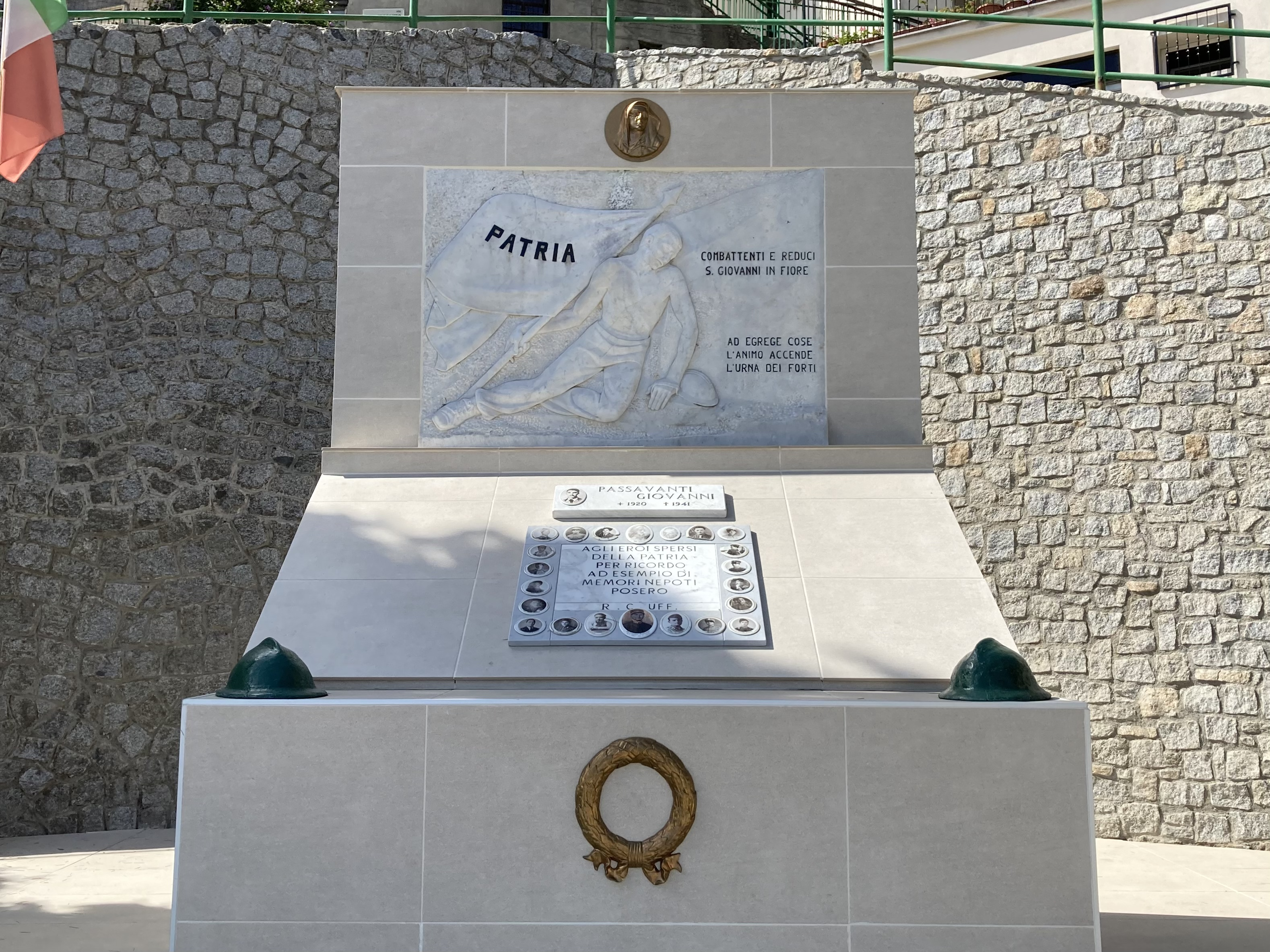
Il Monumento ai Caduti in Via San Francesco d’Assisi

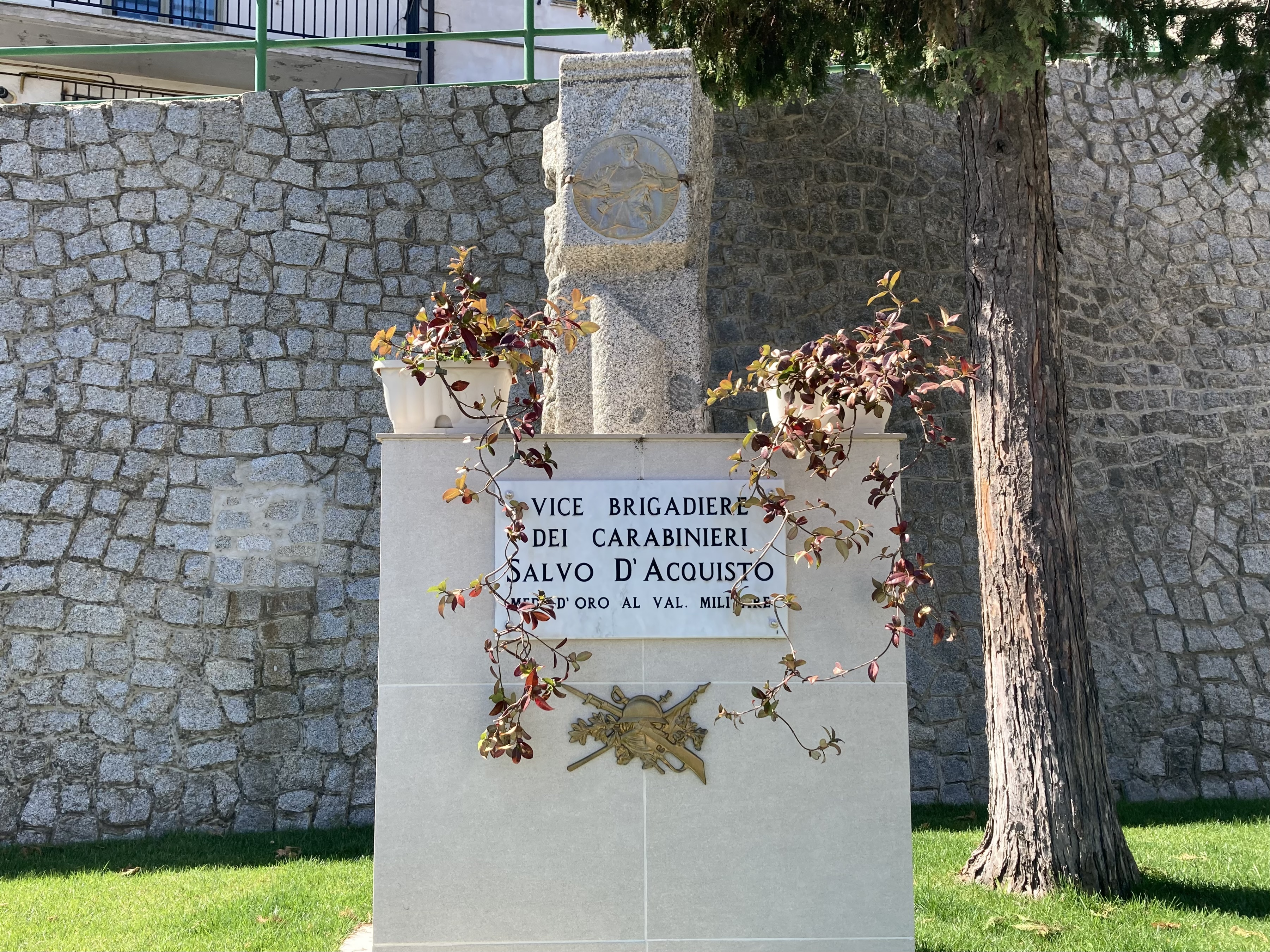
Il Monumento al Vicebrigadiere Salvo D’Acquisto (Accanto al Monumento ai Caduti)

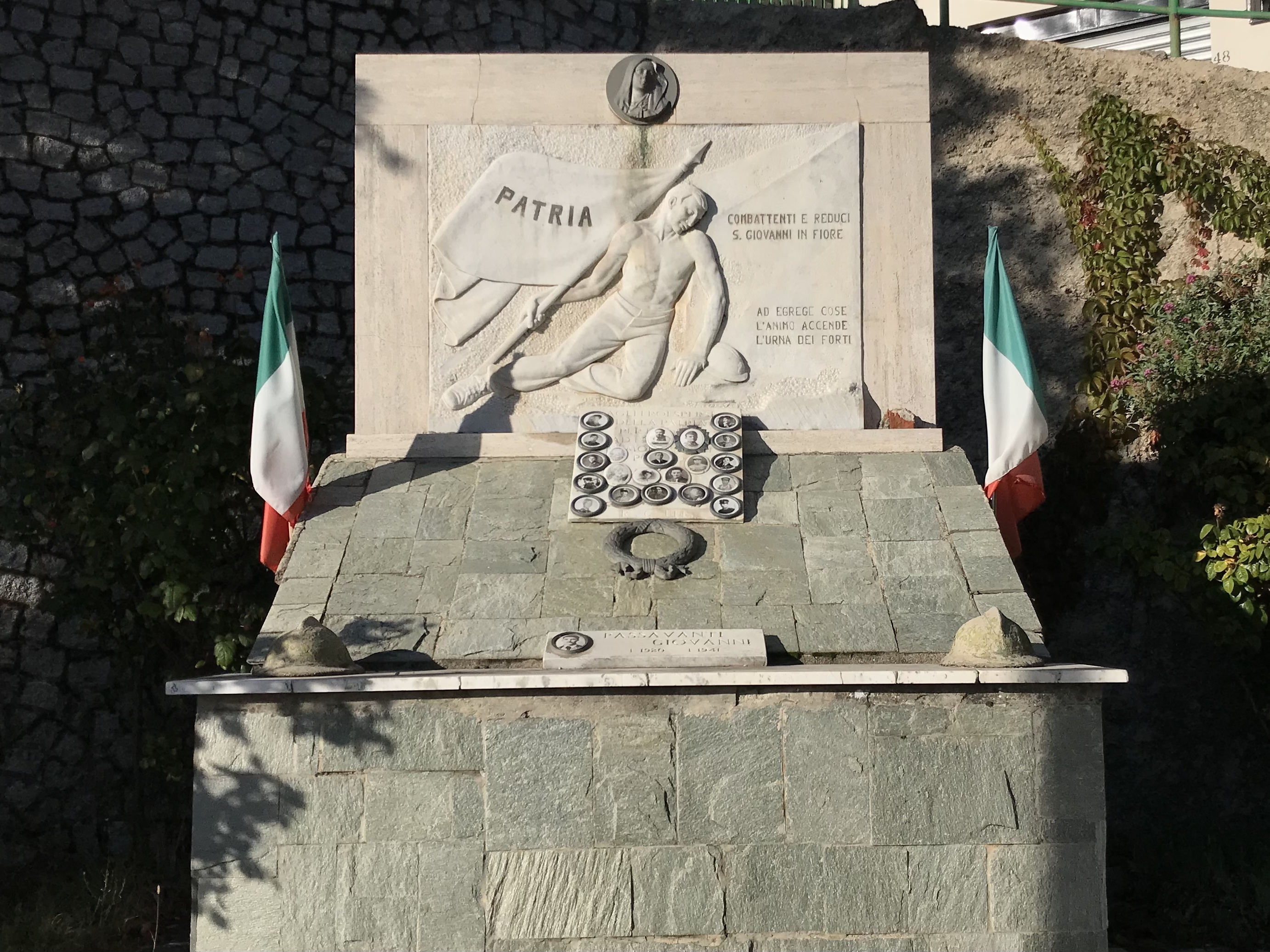
Il Monumento ai Caduti in Via San Francesco d’Assisi prima dei lavori del 2021

Di forte impatto simbolico sono i monumenti legati ai caduti delle guerre la cui partecipazione dei sangiovannesi fu sempre consistente, rappresentati dall'Angelo alato (Monumento ai caduti) e dal Monumento ai caduti di guerra in via San Francesco d'Assisi.

#### Ponte della Cona
Il Comune di San Giovanni in Fiore, vista la sua natura montana è attraversato da numerosi ponti, la stragrande maggioranza, di piccole dimensioni, alcuni dei quali, realizzati nei pressi della città vecchia sono esteticamente gradevoli e di pregevole fattura. L'unico ponte che però merita essere menzionato per pregio, caratteristiche storiche e naturali, è il “Ponte della Cona”. Realizzato sul finire del Settecento, è una strutta a due arcate con le due volte a pietra incastrate fra di loro e “saldate” da un leggero strato di malta a base di calce. Un tempo unico accesso tra il centro urbano e le prime strade di collegamento fra gli altri paesi, il ponte della Cona fu poi soppiantato dalla edificazione di nuovi passaggi viari e relativi ponti. Si ricorda nella storia, poiché da questo passaggio transitarono i Fratelli Bandiera dopo la loro cattura.

#### Piazze

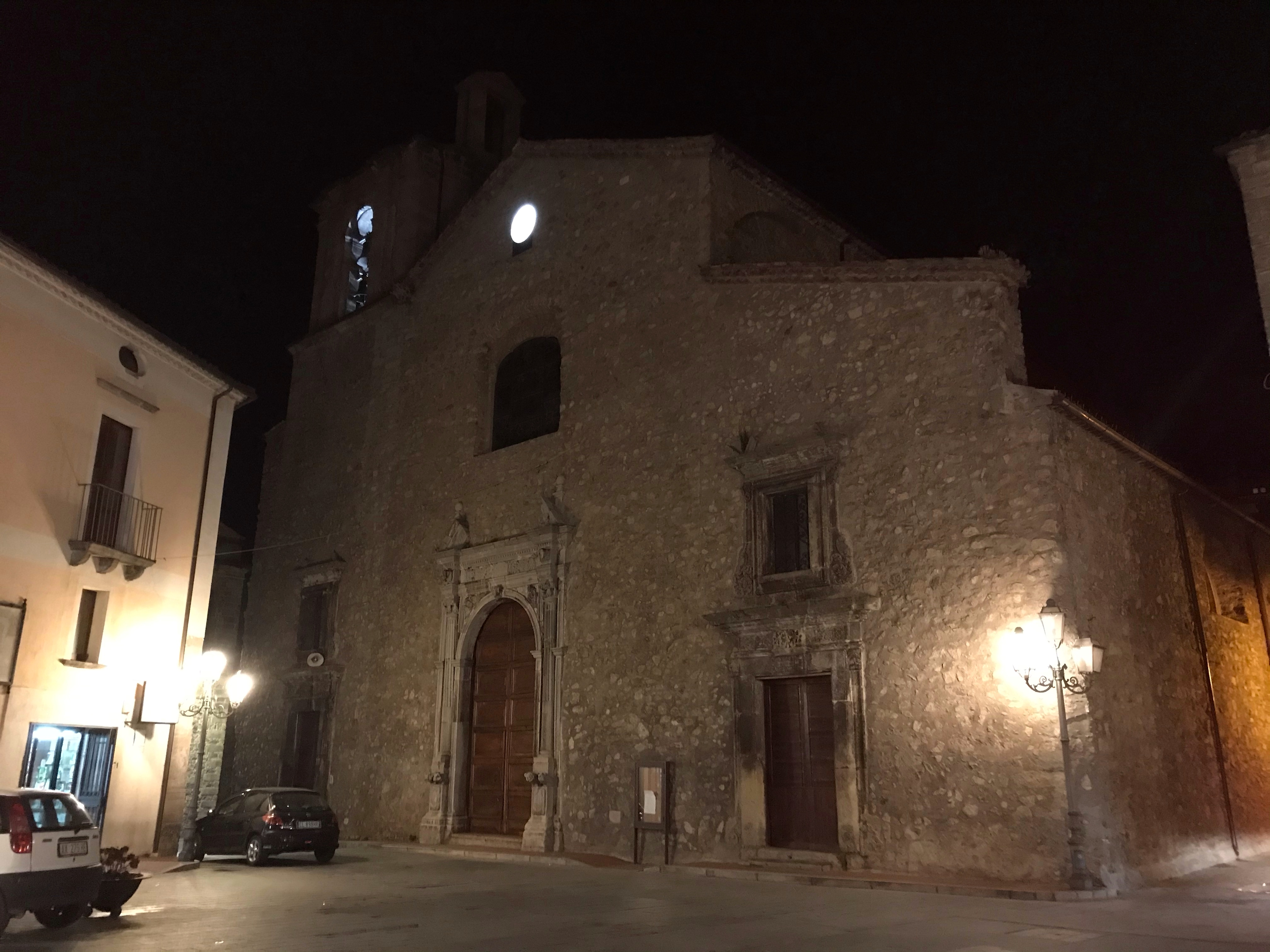
Piazza Abate Gioacchino di notte

San Giovanni in Fiore non è particolarmente ricca di piazze; le principali sono quelle storiche, vicino ai luoghi di culto, mentre l'unica piazza realizzata secondo un disegno urbanistico più complesso, sembra sia quella antistante la Casa Comunale. Queste sono:
- Piazza Abate Gioacchino
- Piazza – Sagrato della Chiesa dei Padri Cappuccini
- Piazzetta "Funtanella"
- Piazza San Pio

#### Giardini
- Giardini dell'Abbazia Florense
- Giardini del Convento dei frati Cappuccini

## Società

### Evoluzione demografica
Abitanti censiti

### Etnie e minoranze straniere
Al 31 dicembre 2008 gli stranieri residenti a San Giovanni in Fiore sono 473, pari al 2,15% della popolazione comunale. Le comunità più numerose sono:
1. Romania: 93
2. Marocco: 71
3. Albania: 50
4. Ucraina: 26
5. Cina: 20

### Lingue e dialetti
Il dialetto sangiovannese fa parte della fascia cosiddetta del "Calabrese settentrionale". Essendo comunque San Giovanni in Fiore insistente su una zona un tempo isolata e lontana decine di chilometri dai centri urbani maggiori, il dialetto sangiovannese ha assunto forme idiomatiche, toni e caratteristiche fonetiche proprie ed ha conservato anche taluni relitti linguistici. Le proprietà lessicali del linguaggio e del dialetto di San Giovanni in Fiore, sono state oggetto di studi e di analisi dettagliate sulle stratificazioni linguistiche del dialetto stesso, con individuazione delle particolari proliferazioni lessicali prodotte dalle società subalterne sotto la pressione della società dominante.

### Religione
Il santo patrono della cittadina è San Giovanni Battista. I festeggiamenti durano tre giorni e culminano il giorno 24 giugno con una solenne processione.
La cittadina è legata alla figura dell'abate Gioacchino da Fiore, monaco esegeta del XII secolo, che qui fondò l’abbazia Florense e il relativo ordine monastico.

### Tradizioni e folclore

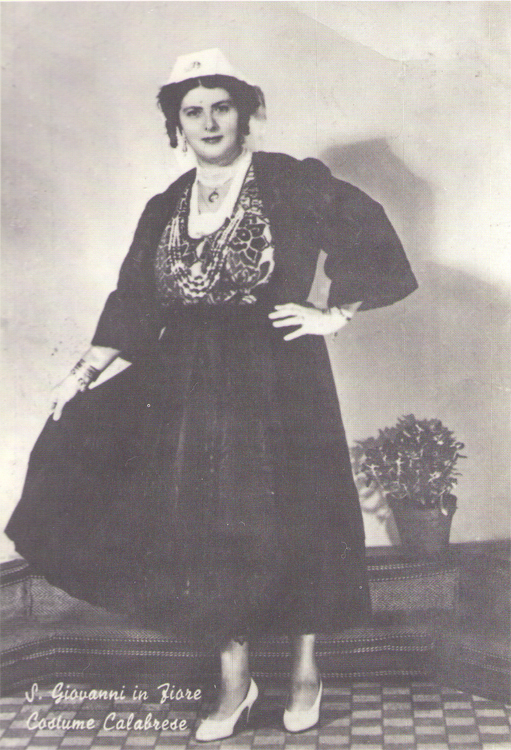
Pacchiana con il ritùartu, costume tradizionale di San Giovanni in Fiore

San Giovanni in Fiore è un paese nel quale è profondamente radicata la cultura religiosa.
- nel mese di febbraio viene festeggiato il carnevale con delle particolari rappresentazioni musicali dette “Frassie” che riproducono sotto forma satirica un quadro degli avvenimenti più eclatanti del paese;
- nei mesi estivi si susseguono festività religiose: Madonna della Sanità, San Francesco di Paola, Corpus Domini, Sant'Antonio, San Giovanni Battista (protettore della cittadina), Madonna del Carmine e San Domenico;
- in agosto si allestiscono due fiere: la “Fiera” tradizionale annuale, che attira visitatori di tutte le zone limitrofe, legata alla ricorrenza delle festività di San Giovanni Decollato[71] e la fiera Florense che si svolge nei vicoli del centro storico;
- durante le festività natalizie, vengono annoverate le antiche tradizioni:
  - U zugghi, un canto popolare augurale che viene cantato davanti agli uscì degli amici e delle persone care, fino a quando non si è invitati ad entrare, per ricevere l'offerta (spesso una cena) facendo festa insieme al commensale;
  - e delle focere, falò rionali che vengono accesi la notte di Natale. È tradizione a San Giovanni in Fiore e in Sila, accendere la notte santa la focera, con l'intento di creare quel calore di cui nella leggenda popolare tanto aveva bisogno Gesù bambino[72].

Il costume tradizionale di San Giovanni in Fiore è "ù ritùartu", indossato dalla donna, che assume il nome di "pacchiana". "U rituarto" e la "Pacchiana", sono stati oggetto di studi e di interesse da parte di antropologi ed etimologi. Non vi è un abito maschile locale, ma indumenti tipici come il manto (mantello) e le calandrelle (tipici calzari).

### Istituzioni, enti e associazioni
- Il Centro Internazionale di Studi Gioachimiti, istituito il 2 dicembre 1982, è un ente che ha operato ed opera nella diffusione del pensiero Gioachimita, realizzando nel corso di quasi tre decenni, importanti lavori culturali, quali la divulgazione delle opere di Gioacchino da Fiore, portando alla luce un vivace interesse verso l'abate calabrese, molto studiato all'estero, ma poco conosciuto in campo nazionale.
- Il Sistema Bibliotecario Territoriale Silano, è un ente bibliotecario che gestisce le attività di 7 biblioteche, di altrettanti paesi calabresi. Promuove la divulgazione della lettura, specie fra le classi elementari, attraverso tornei e campi scuola.
- L'ente Parco nazionale della Sila, istituito con d.l.g. nel 2002, si trova nella frazione di Lorica, presso i locali dell'ex autostello dell'ACI, lungo la SS 108 bis. L'istituzione del Parco, non ha avuto corso breve: le prime ipotesi di istituire un Parco nazionale risalgono al 1923[74], da parte di Antonio Basile. Si dovrà aspettare il 1968 per vedere l'istituzione del Parco nazionale della Calabria, un Parco controverso poiché salvaguardava solo aree demaniali, mentre nel 1997, iniziò l'iter burocratico per l'istituzione del Parco nazionale della Sila, iter terminato nel 2002. L'assegnazione della sede fu altrettanta complicata, terminata nel 2004, quando a prevalere fu il villaggio di Lorica, in territorio di San Giovanni in Fiore.

## Cultura
Nonostante l'isolamento e la scarsa popolazione residente, sono presenti nella cittadina enti culturali provinciali e internazionali e alcune strutture informative e ludiche, che nel complesso forniscono intrattenimento a carattere culturale.
È presente un solo cinema che è anche l'unico teatro al chiuso cittadino, mentre è piuttosto consistente il numero delle associazioni presenti in paese (oltre 50). Sono presenti due teatri all'aperto, uno situato nel Parco Comunale con capacità di circa 1.500 posti a sedere, ed un altro sito nei giardini dell'Abbazia, capace di ospitare circa 300 spettatori.

### Istruzione

#### Scuole
San Giovanni in Fiore ospita sul proprio territorio, oltreché tutte le scuole dell'obbligo, diverse scuole secondarie di secondo grado. Gli edifici scolastici sono per la quasi totalità, edifici realizzati "ad hoc" per gli istituti che ne usufruiscono. Questo è stato possibile solo grazie all'edificazione degli edifici e di poli scolastici avvenuta negli ultimi decenni del Novecento, sostituendo il largo uso di edifici privati utilizzati per ospitare gli istituti.
Fuori dal centro urbano, San Giovanni in Fiore possedeva anche altri edifici scolastici realizzati nelle frazioni rurali edificate sotto la riforma agraria. Essi erano per lo più scuole elementari, e con la crisi e l'abbandono delle stesse frazioni, anche gli edifici scolastici cessarono il loro utilizzo.

#### Scuole secondarie di secondo grado

##### Licei
- Liceo artistico;
- Liceo classico;
- Liceo linguistico;

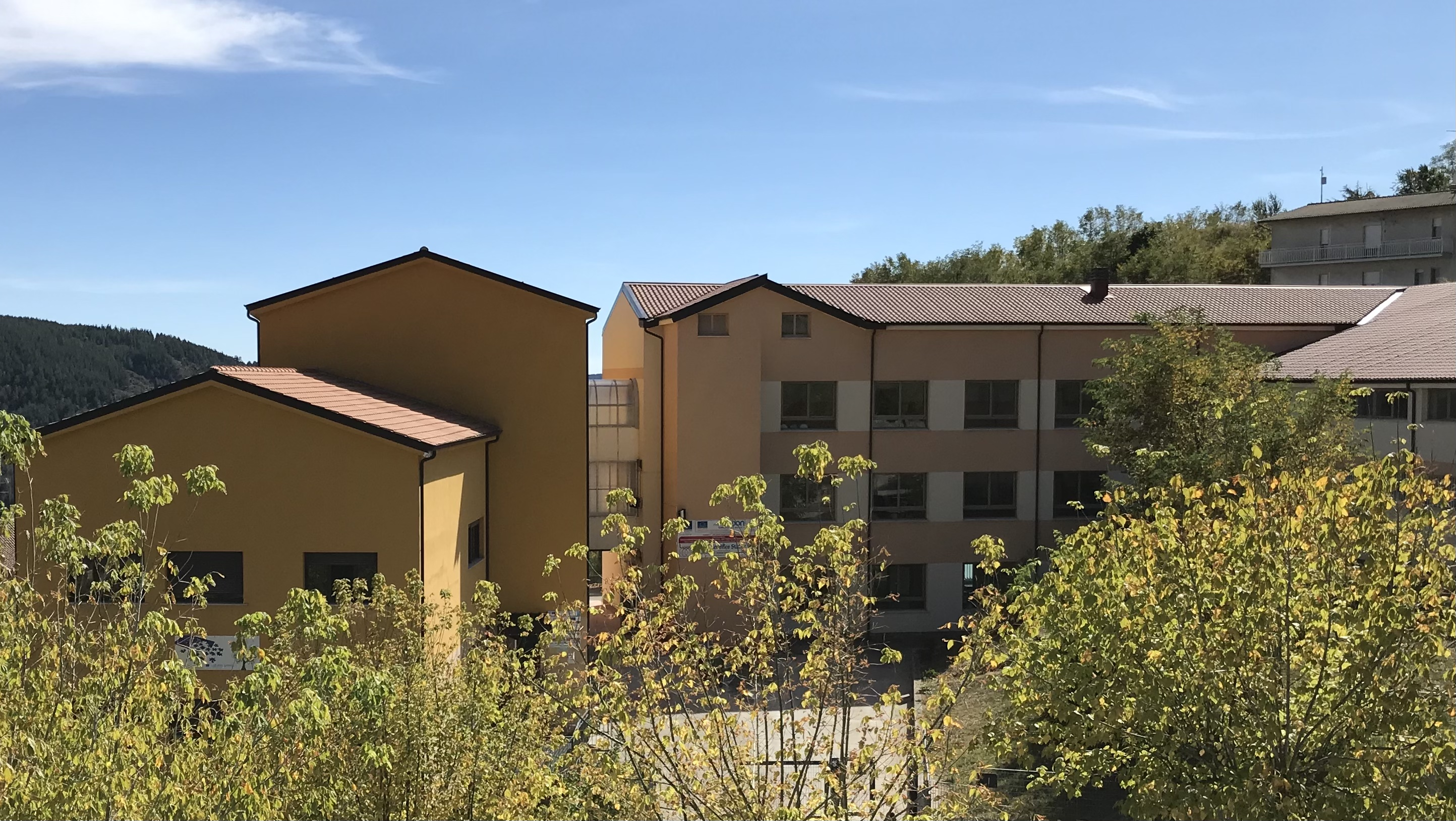
Il liceo classico (a sinistra) e il liceo delle scienze umane (a destra)

- Liceo scientifico (con indirizzi classico, scienze applicate e internazionale);
- Liceo delle scienze umane.

##### Istituti professionali e tecnici
- Istituto agrario;
- Istituto alberghiero;
- Istituto biochimico;
- Istituto elettronico ed elettrotecnico;
- Istituto tecnico sezione amministrazione, finanza e marketing (ex ragioneria)
- Istituto tecnico sezione tecnologico indirizzo costruzione ambiente e territorio (ex geometra).

#### Musei
- Il Polo museale è il comprensorio museale comprendente il Museo demologico dell'economia, del lavoro e della storia sociale silana e il Museo fotografico Saverio Marra, entrambi posti nell'ala orientale dell'Abbazia Florense. L'importanza del Polo Museale, è confermato dal riconoscimento da parte del Ministero dei Beni Culturali, inoltre il museo fa parte del circuito regionale dei Musei calabresi[79].
- Presso la navatella laterale sinistra dell'Abbazia Florense si può ammirare la Sala esposizioni delle tavole del Liber Figurarum, che ospita le rappresentazioni delle tavole iconografiche fatte da Gioacchino con le spiegazioni della terminologia delle stesse.

### Media
I mezzi di comunicazione e la comunicazione in generale sono stati grandi protagonisti dell'evoluzione sociale e politica del Novecento, probabilmente incentivati dall'isolamento del paese rispetto al resto delle cittadina della Regione. Le prime pubblicazioni di riviste e periodici di informazione si ebbero all'inizio del Novecento, mentre nell'ultimo periodo, grazie anche alla diffusione del web, sono tanti i siti locali ma anche siti extralocali a parlare di San Giovanni in Fiore.

#### Stampa
Nel 1911 nacque il periodico “La Cooperazione” fondato dall'intellettuale anticlericale Giacomo Alberto Lopez. Del periodo fascista troviamo invece “U' picune”, giornale satirico creato nel 1925 da Tommaso e Battista Foglia. Un altro periodico di stampo fascista fu “La scure” quindicinale diretto da Raffele Barberio che ebbe vita breve, dal 1941 al 1943.
Nel dopoguerra furono le testate cattoliche ad essere protagoniste nell'ambito culturale: vide la luce in questo periodo prima la “Fiaccola” e poi “La voce del buon pastore”. Si dovette attendere fino al 1961 per ritrovare una testata prettamente giornalistica. Nacque infatti “Il Corriere della Sila”, ideato e diretto da Saverio Basile agli esordi della sua attività giornalistica. Nel 1961 fu la volta di “Cronache calabresi” con alla direzione ancora una volta Saverio Basile che muterà poi denominazione in “Calabria contemporanea”.
Negli anni settanta vide la luce “Calabria notizie” e l'alternativo “Gniks” del musicista e architetto Giuseppe Oliverio, audace periodico di taglio giovanile dai contenuti progressisti e trasgressivi. Il 1987 nasce “Florensia”, rivista ad uscita annuale fondata dal Centro Internazionale di Studi Gioachimiti, mentre dal 1991 fino al 1996 vide la luce “La Città di Gioacchino” fondata e diretta dal Franco Laratta. Da segnalare le esperienze di inizio millennio quali “La Testata”, mensile creato da un gruppo di alunni del Liceo Scientifico pubblicato dal 2000 al 2005, mentre nel 2004, fondata dal giornalista e scrittore Emiliano Morrone, nacque “La Voce di Fiore”, testata che tratta temi politici, filosofici e artistici in generale, con una vocazione per la lotta culturale alle mafie. Numerose, per "La Voce di Fiore", le collaborazioni di intellettuali e filosofi, tra cui Gianni Vattimo. Il giornale è presente solo sul web.
Testate giornalistiche attuali
Del 1994 è “La Città e il Cittadino”, meglio conosciuto come “Il Cittadino”. Nel 1997 Saverio Basile fece rinascere il primo periodico da lui diretto, cambiandone veste e grafica in “Il nuovo Corriere della Sila”, che è la testata giornalistica più diffusa. Ultimo per data di nascita è “Il Quindicinale”, fondato e diretto dal giornalista Antonio Mancina nel 2008.

#### Radio
Anche le radio sono state grandi mezzi di discussione, dibattito ed evoluzione culturale per la cittadina. Le prime radio iniziarono a diffondersi verso la fine degli anni settanta. Pioniera fra tutte fu Radio Sgf 103, nata nell'ottobre del 1978, su iniziativa di Saverio Basile, che curava il radiogiornale alle ore 16:00 con replica alle ore 18:30. Fu sostituita da Radio Sila Tre, di impronta informativa oltreché musicale. Degli anni ottanta sono Radio Arancia, Radio Spazio International e Radio Calabria Centrale. Prese poi il posto e le redini di tutte le radio locali, P.r.l. Prima Radio Libera San Giovanni. Nata negli anni novanta, è l'unica radio attiva della cittadina. P.r.l. dispone anche di un proprio sito internet, e può essere ascoltata anche via telematica.

#### Televisione
Nel 1987 nasce il progetto televisivo di "SilaTV", iniziativa tutta nuova per San Giovanni in Fiore, prima ed unica televisione del paese. Fondatore, finanziatore, pensatore ed ideatore dell'emittente fu Antonio Oliverio (Machinella). Primo direttore della testata giornalistica fu Saverio Basile. "SilaTv" trovò consensi nell'opinione pubblica locale, considerata come mezzo idoneo per la diffusione culturale e informativa di tutta la comunità silana. Dopo un periodo di chiusura e l'abbandono della direzione da parte di Saverio Basile, l'emittente ha ripreso le trasmissioni nel 2003, cambiando grafica e guida. Va in onda con la visione dei programmi di Telepace, intervallati da 5 telegiornali locali, condotti da Barbara Marrella.

### Teatro
Nato da umili origini, il poeta Pasquale Spina (1915-1994) si fece conoscere al pubblico sangiovannese per le sue frassie (farse; il poeta di frassie è il frassiaru). La frassia è una rappresentazione burlesca, tipica del paese, ma diffusa in tutta la Calabria. Queste rappresentazioni venivano "portate in scena" fra le strade cittadine, quindi cantate e recitate, nel periodo del carnevale. Le "frassie" di Spina sono riportate su testate locali e regionali, e riprese in seguito in alcuni libri sullo studio del dialetto calabrese. Egli pubblicò un solo libro, Ricuardi, che raccoglie parte del suo lavoro. Ai suoi versi si sono ispirate molte opere in vernacolo che vengono rappresentate presso il teatro della cittadina silana.
Nel linguaggio usato da Spina si può cogliere il disagio delle classi sociali più deboli, e l'aspirazione verso un mondo migliore. Le sue poesie e le sue farse vengono espresse attraverso l'uso di personaggi, come strumento più approfondito e più vicino alla realtà sociale che ha voluto raccontare.

### Cinema
San Giovanni in Fiore è stato teatro di alcuni film girati nel dopoguerra. La “città di Gioacchino” ed in particolar modo gli scenari paesaggistici dell'altopiano silano, furono scelti per l'ambientazione di alcuni film drammatici. Di questi film vanno ricordati:
- Il lupo della Sila, di Duilio Coletti con Silvana Mangano, Amedeo Nazzari, Vittorio Gassman e Jacques Sernas;
- Il brigante Musolino di Mario Camerini, sempre con Mangano e Nazzari;
- Il sentiero dell'odio di Sergio Grieco con Carla Del Poggio e Andrea Checchi;
- Le campane di Pompei di Luigi Lombardi, con Novar Lombardi e Clara Bindi;
- Strada senza uscita di Gaetano Palmieri con Andrea Giordana;
- Buck ai confini del cielo di Tonino Ricci  alcune scene esterne sono state girate nelle montagne sangiovannesi ;
- Il conte di Melissa di Maurizio Anania;
- Il tenente Giorgio di Raffaello Matarazzo;
- Duello nella Sila di Umberto Lenzi;
- Il Monaco che vinse l'Apocalisse di Jordan River.

### Cucina
I piatti tipici di San Giovanni in Fiore fanno largo uso dei prodotti della terra, e della montagna in particolare Base dei piatti tradizionali è la patata della Sila, che trova largo impiego nelle tielle (tegami), piatti in cui la patata accompagna altre pietanze come ad esempio il baccalà, o le zucchine. Molto uso si fa dei funghi in varie pietanze, specie nelle conserve, così come ancora è diffusa la pratica delle conserve di melanzane, zucchine e pomidoro secchi sott'olio, e comunque tutti i prodotti dell'orto.
Il pane
(Anna Paletta Zurzolo, Pane, vino e angeli, Iride edizioni, Soveria Mannelli (Cz), 2004)

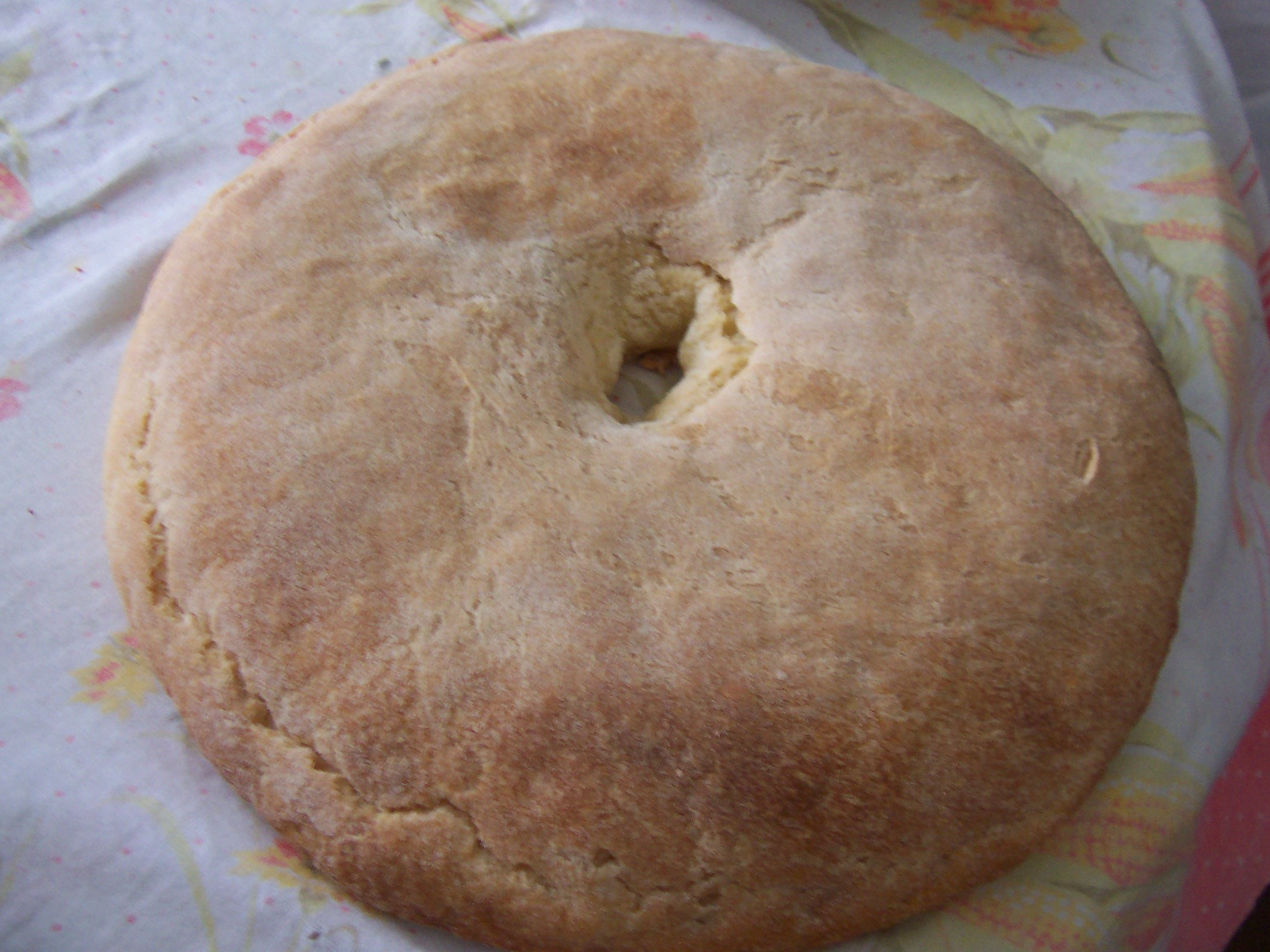
La pitta

Alimento base e prezioso nella cultura popolare silana, il pane a San Giovanni in Fiore è sempre stato un alimento curato e perfezionato dai maestri fornai. Parte di questa tradizione si ritrova nella preparazione del dolce tipico natalizio. Sono sorti nel tempo nuovi forni che non hanno mutato la qualità del prodotto. Vengono preparati il pane casereccio a doppia lievitazione naturale cotto nel forno a legna, la pitta (focaccia di pane), la cullura (ciambella di pane), la pitta 'minata (fatta con i residui tolti via dalla madia), e vari panini, dalla semplice “rosetta” al “pane al burro". Vi sono circa 10 forni presenti in paese, alcuni dei quali esportano parte della loro produzione anche nelle regioni del nord Italia.
Primi
Il paese è fortemente legato alla tradizione contadina, ed è da questo ceppo che derivano i prodotti più utilizzati nella cucina locale. I legumi e le verdure (specie il cavolo nero) "in primis", preparati come minestre sono stati alla base dei menù sangiovannesi. La pasta casereccia si lega all'uso della patata, nel caso della preparazione degli gnocchi, mentre come anche in altre parti della Regione, la pasta tipica del luogo è costituita dagli scialatelli, cucinati a San Giovanni in Fiore, alla pecoraia, con l'uso di funghi e carne di maiale.
Secondi

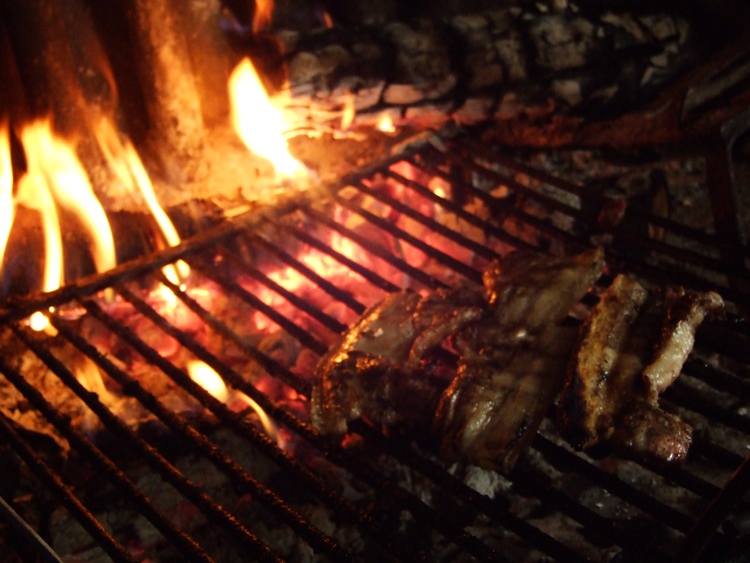
Arrosto di maiale

I secondi si basano soprattutto all'uso della carne del maiale, il re della tavola calabrese e di quella silana. Tipici sono gli arrosti di carne così come ancora d'uso sono le frittule (bollito dei residui della lavorazione del maiale, non più utilizzabili per insaccati e prosciutti). Anche la cacciagione è parecchio diffusa, specie la carne di cinghiale.
La patata

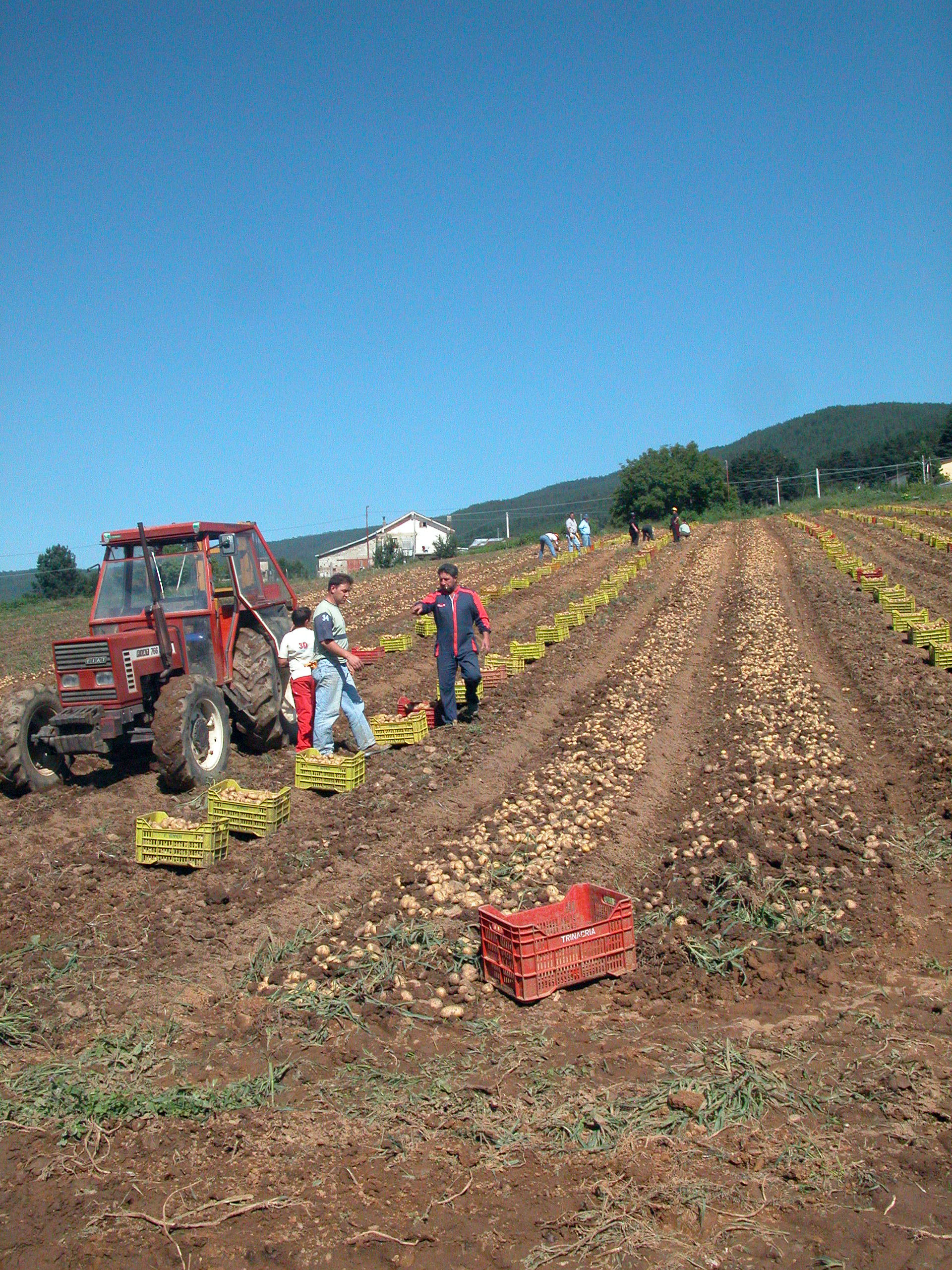
La raccolta delle patate silane.

La patata, la "regina della Sila", è un prodotto recentemente riconosciuto a livello comunitario con la concessione del marchio IGP. La patata silana, come il pane e i prodotti dell'orto, è alla base della gastronomia sangiovannese. Usata come contorno e come ammendamento per tantissime pietanze locali, la patata fa parte del patrimonio gastronomico locale; sono diffusi piatti di tiella (lett. teglia, tegame), ovvero un preparato a base soprattutto (ma non solo) di patate con l'aggiunta di un secondo ingrediente che può essere il baccalà, la zucchina e altri ancora.
Latticini
Anche i prodotti caseari sono parte culturale ed integrante della gastronomia locale. I più diffusi sono la provola, il Caciocavallo silano, la ricotta e il butirro (burrino in italiano). Altri prodotti tipici non conosciuti sul mercato nazionale sono la sciungata, la burrata e le mozzarelle non a pasta filata, tipiche silane. Diffusi sono anche i prodotti caseari ovini come il pecorino.
Insaccati e altre specialità
Al già citato protagonista della tavola calabrese, il maiale, si legano gli insaccati calabresi e sangiovannesi, diffusi anche nel resto d'Italia: la salsiccia calabrese, la soppressata, il capicollo, la spianata calabrese e il prosciutto piccante. Molto diffusa anche a San Giovanni in Fiore è la sardella, pietanza tipica delle aree ioniche, specie a Crucoli, utilizzata come antipasto. Anche le olive meritano una menzione; un variegato trattamento, fatto su questo prodotto, lo ha posto come alimento fra i principali della tavola sangiovannese. Tradizionali sono le olive ammaccate (olive schiacciate), messe in salamoia, preparate con un po' di piccante, o addolcite con prezzemolo ed aglio. Vi sono poi le olive infornate e le olive nere. Un prodotto un tempo molto più diffuso, relegato ai margini della cucina sangiovannese, sono le conserve di sarde.
Dolci tipici

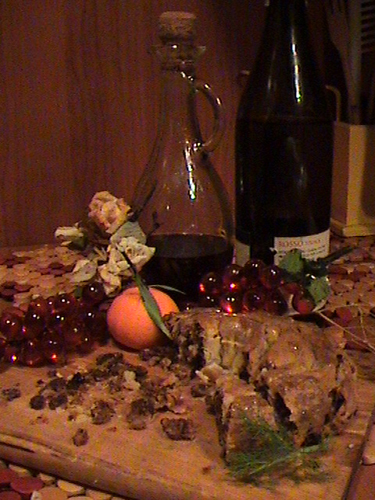
La pitta 'mpigliata

I dolci tipici di San Giovanni in Fiore si rifanno alla tradizione popolare del centro sud e della Calabria in particolare. Diffusi sono i dolci come le zeppole, i turdilli (dolci fatti con il miele), i muccellati, i mastacciuoli (preparati con pasta di miele, ripieni di mandorle e cioccolato, molto simili alla reggina 'Nzuddha). Il dolce tipico, preparato in occasione delle festività natalizie è la "pitta 'mpigliata".

### Eventi

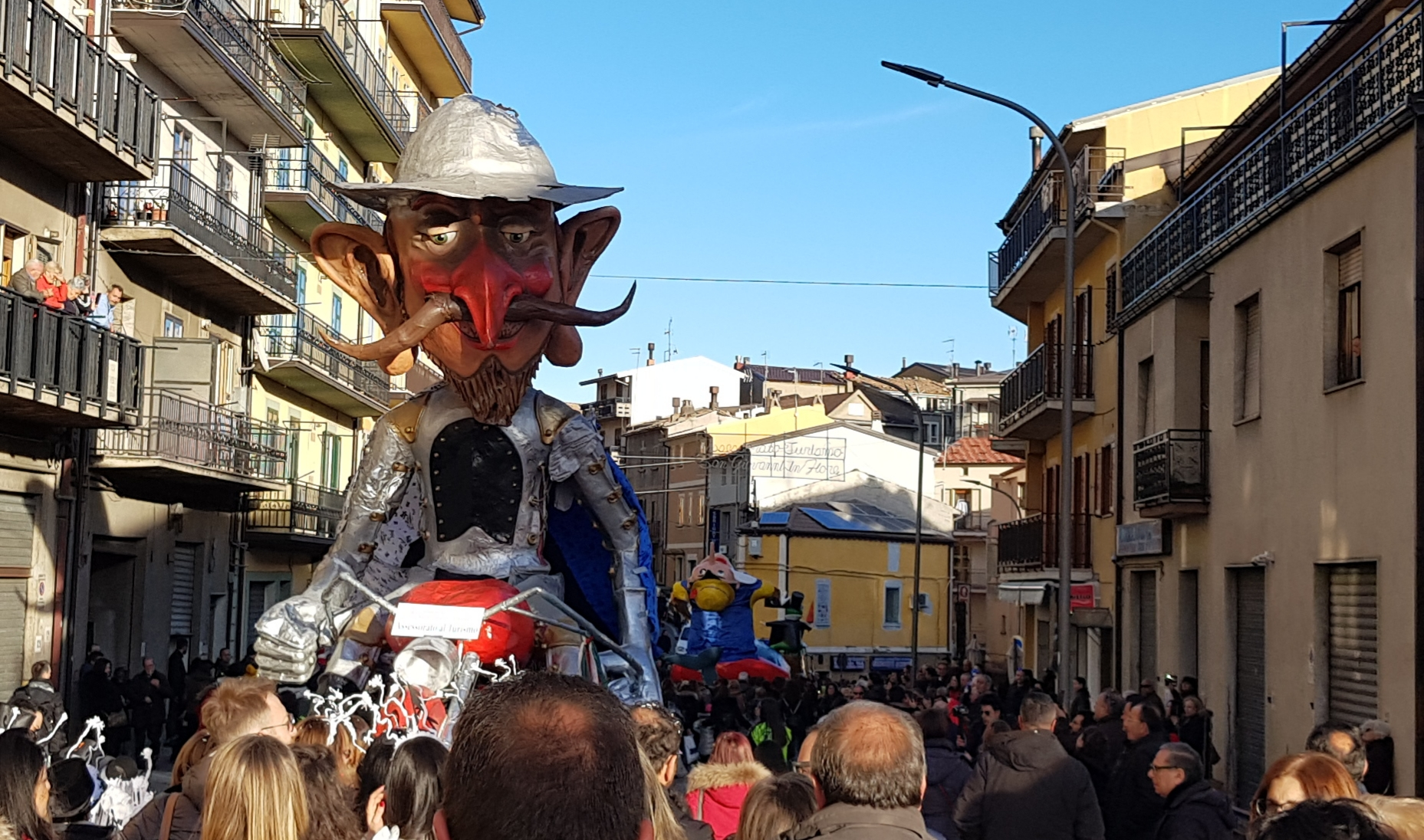
Due carri allegorici

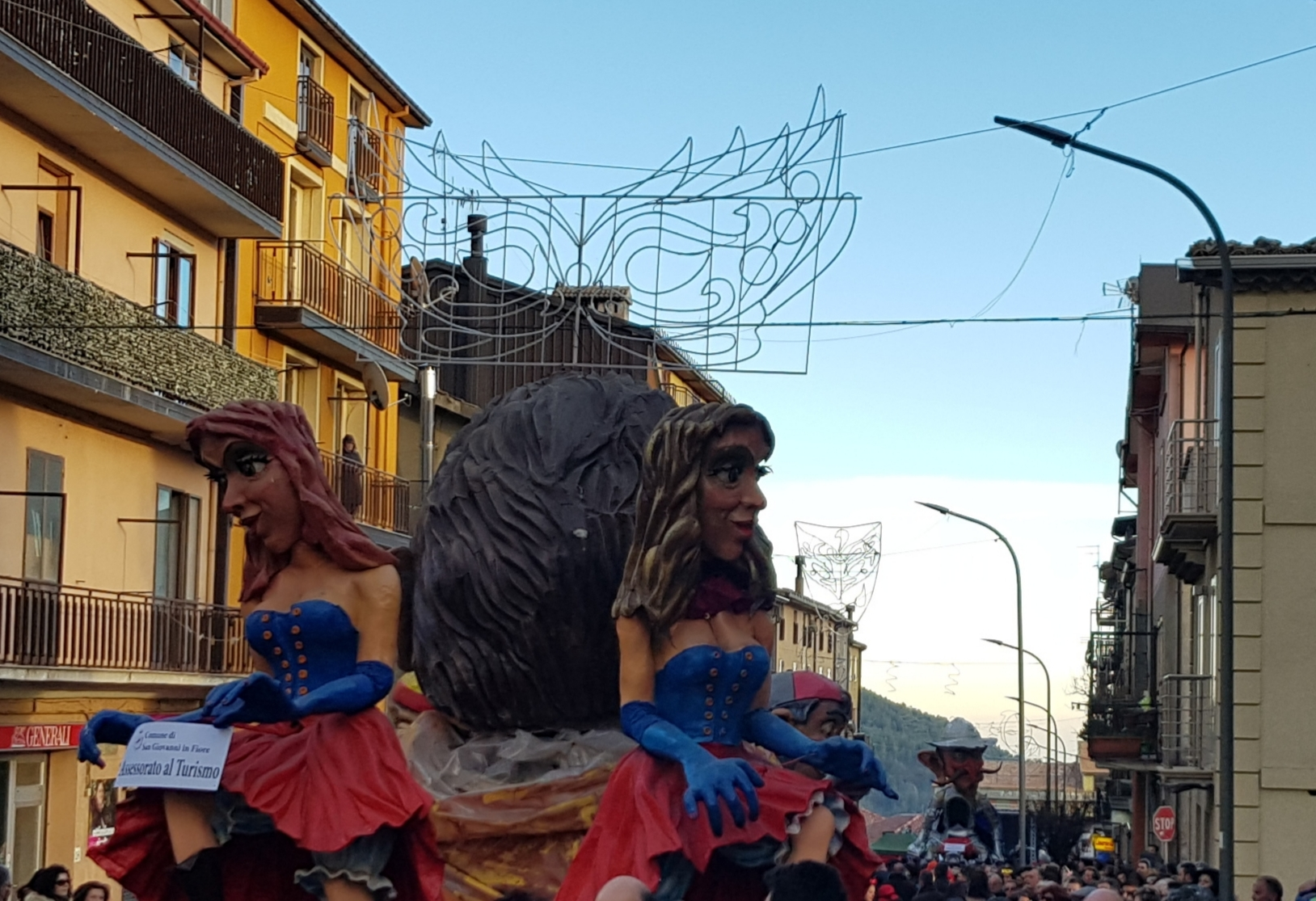

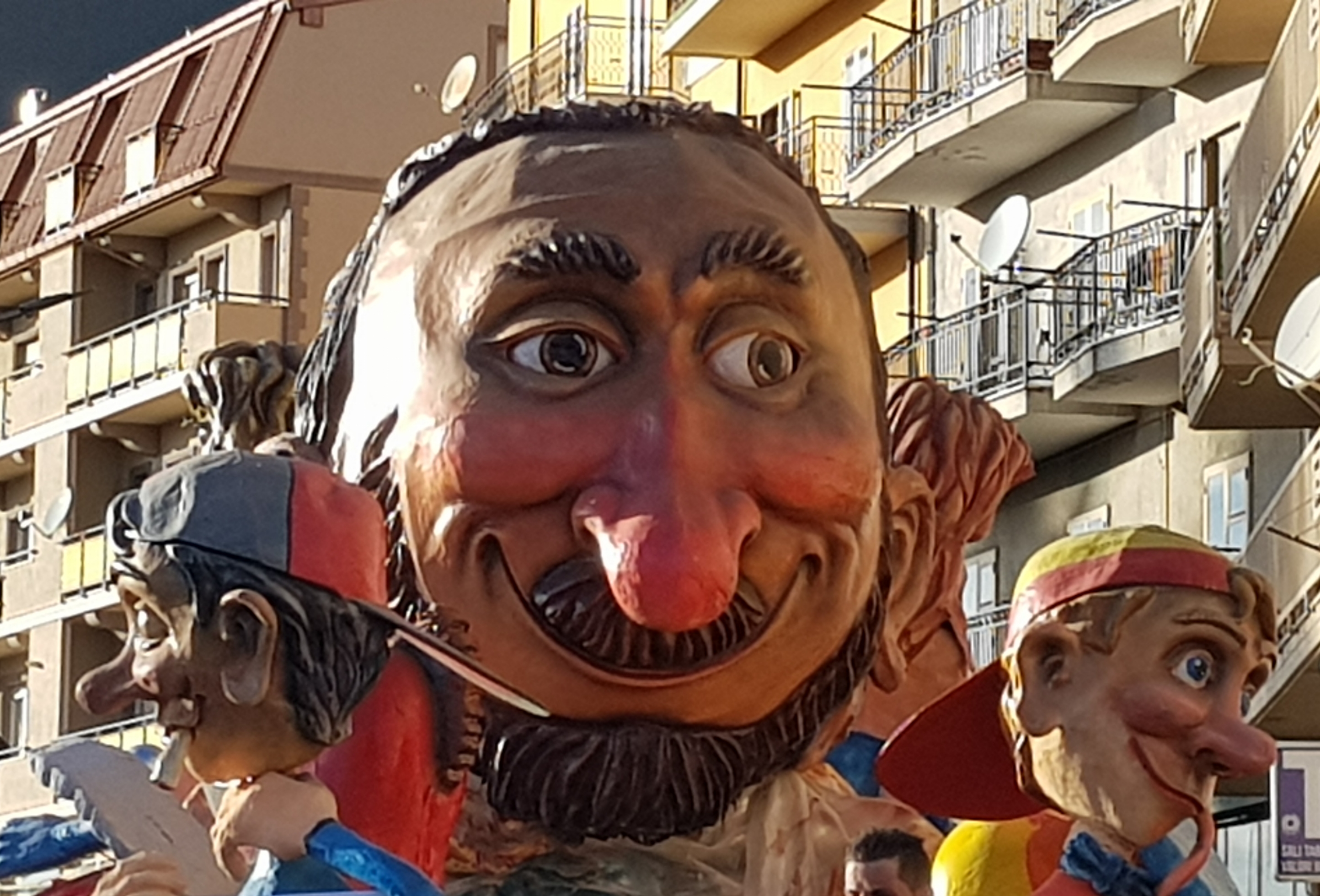

La domenica di carnevale è festeggiata con una sfilata di carri allegorici e con musica tradizionale e non dal vivo.

## Geografia antropica

### Urbanistica
Il centro abitato si è sviluppato sulla “groppa” di monte Difesa, lungo un crinale, con un'esposizione a sud-est. L'orografia del territorio, ripida ma non eccessivamente, ha fatto sì che l'abitato si sviluppasse per gradoni, partendo dal nucleo antico dell'Abbazia Florense fino ad arrivare al quartiere del Bacile. Possiamo suddividere il centro abitato in 5 distinte fasi:
1. sec. XIII – XV la zona abbadiale, sviluppata intorno al monastero, visibile ancora oggi l'aggregato di case che formano l'antico rione del “curtiglio”, il primo nucleo urbano aggregato con casette tipiche di edilizia popolare che rappresenta il primo gradone, quello iniziale che ha dato forma al centro e che conserva una notevole compattezza ed integrità;
2. dal XVI secolo ai primi decenni del XX secolo la San Giovanni civica comincia a svilupparsi verso est. Nasce in questo periodo il quartiere della “Cona” e successivamente verrà edificato il ponte omonimo. In concomitanza inizia anche uno sviluppo verso nord con la realizzazione del convento dei Cappuccini (1630), edificato su di un colle che domina l'intero abitato. Nel Settecento e nell'Ottocento verranno edificati i grandi palazzi signorili delle famiglie più ricche del paese;
3. dagli anni cinquanta fino agli anni settanta del XX secolo verranno riempiti tutti i vuoti urbani esistenti fra gli antichi rioni, specie nella zona del rione dei “Cappuccini”. Vengono tracciate le prime vere arterie stradali (via Panoramica e viale della Repubblica) lungo le quali verranno costruiti grandi caseggiati. È la fase in cui i primi emigrati verso le Americhe, rimandano le rimesse guadagnate, che verranno investite nell'edilizia. Comincia da qui, il lungo processo edilizio che “disintegrerà” totalmente il colle Difesa[102];
4. dagli anni settanta fino ai primi anni ottanta «l'industria edilizia poggiata sulle rimesse degli emigrati ha preso oramai piede, ed enormi quantità di capitali vengono investiti in questo settore, visto come volano economico sostitutivo dell'industrializzazione mancata. È forte il segno che veleggia, quale l'idea di riscatto sociale fisicamente cementato nella casa. Prende piede quell'urbanizzazione dei centri montani, fenomeno analizzato anche da Università ed Istituti»[103];
5. dagli anni ottanta fino agli anni novanta: negli anni ottanta del condono edilizio, la situazione peggiora notevolmente, con la totale perdita del gusto architettonico, a scapito di una mole edilizia non correlata all'evoluzione demografica, ma poggiata ad un ben non precisato investimento per il futuro che non trovando altri e più produttivi impieghi (poca industrializzazione e molta terziarizzazione) finisce per capitalizzarsi “nel cemento e nel mattone”[104][105].

### Frazioni

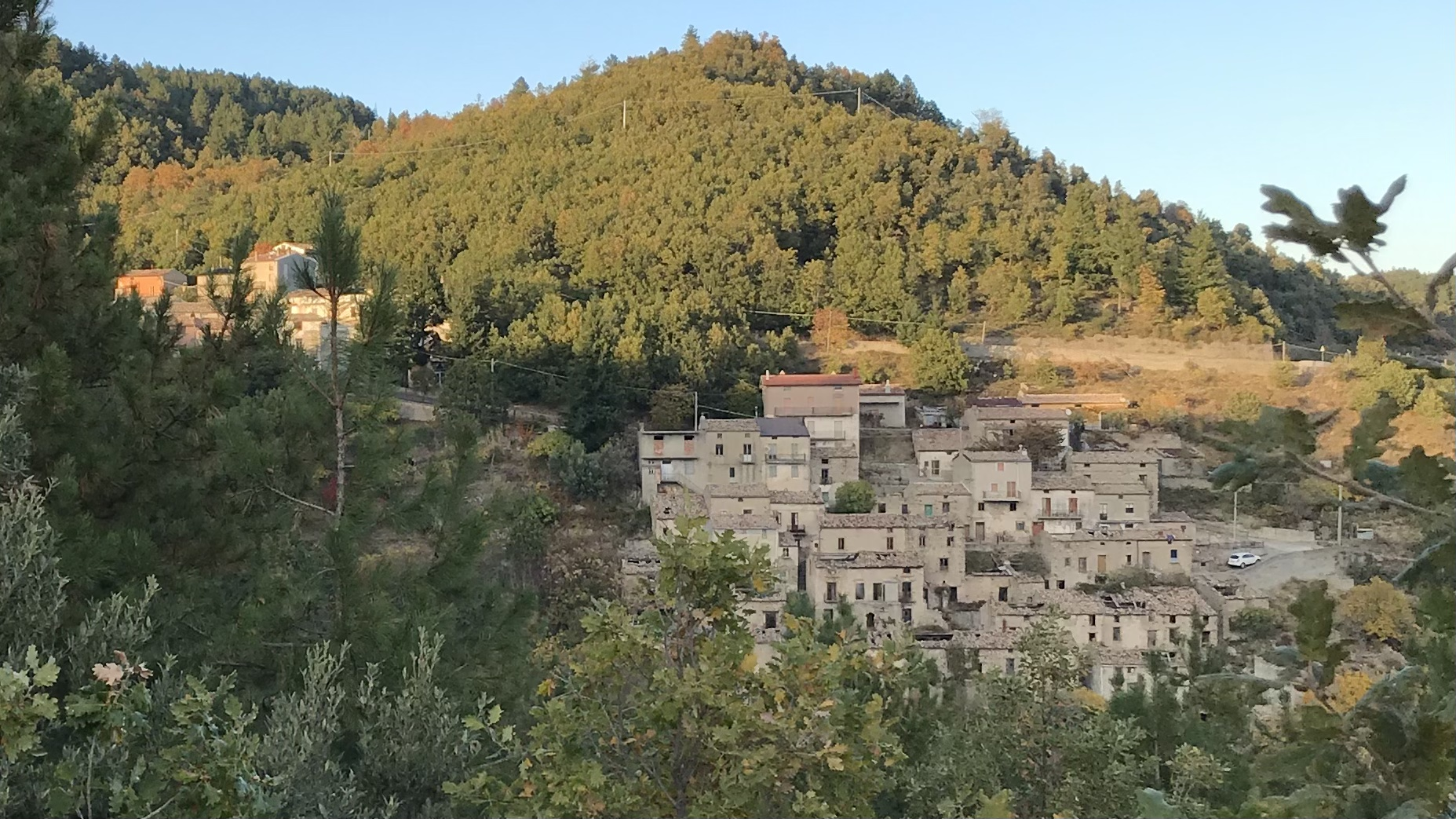
Panorama di Fantino, la frazione più antica

### Suddivisioni storiche
Il centro storico di San Giovanni in Fiore presenta una dettagliata suddivisione in quartieri:
- Cugnale-Curtigliu
- Catoja-Scigatu
- Costa-Petraru
- Filippa
- Timpune-Cona
- Acquaru
- Cuschinu

La rimanente parte del centro abitato, invece, è stato diviso nei seguenti quartieri:
- Palla Palla
- Olivaro
- Pirainella
- Panoramica
- Ferrantiellu
- Macchia di Lupo
- Cuoscinu
- Bacile
- Rifisa

## Economia
L'economia di San Giovanni in Fiore ha subito un forte processo evolutivo nel XX secolo, che ha trasformato un centro montano con economia agricola e artigianale in un centro residenziale ad economia mista. L'evoluzione dell'economia sangiovannese è legata molto all'evoluzione della scolarizzazione della popolazione cittadina, in quanto questo fenomeno ha avviato un forte processo di terziarizzazione che caratterizza la città silana.

### Agricoltura
L'agricoltura resta la base economica di San Giovanni in Fiore. Molte aziende agricole operano nel territorio, e nell'ultimo decennio si sta assistendo ad una riconversione produttiva delle stesse, con un mutamento che si potrebbe definire a carattere industriale. Le specie territoriali di produzione agricola, sono gli ortaggi in generale, con la specialità della patata silana, (il territorio di San Giovanni in Fiore fa parte della zona di produzione della patata della Sila). Anche la produzione di frutta è piuttosto variegata, specie di pere, mele, ciliegie, ristretta però in ambito locale. Numerosi sono gli allevamenti di bestiame, specie di maiale con la tipicità dell'allevamento del suino nero calabrese, di mucche da latte e da carne, in particolare della razza podolica, così come diffuso è l'allevamento di ovini (pecore e capre).

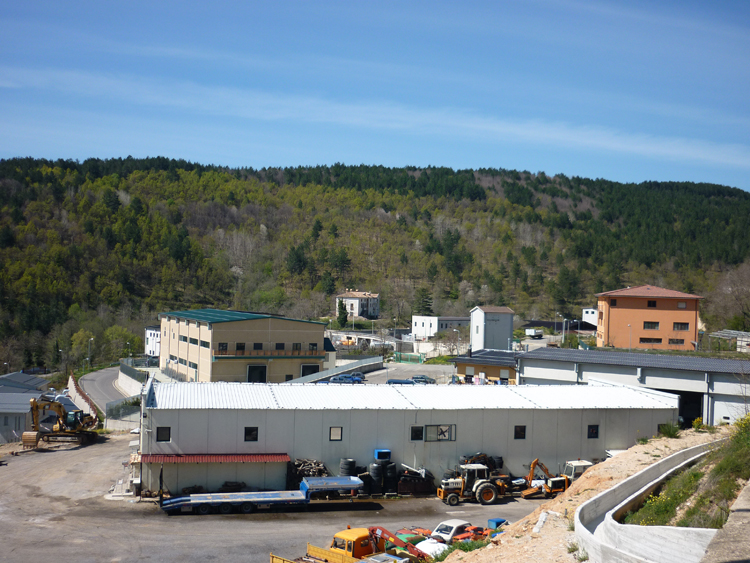
Zona industriale

### Industria
Il settore industriale è moderatamente sviluppato. Ad inizio del secolo scorso, è sfumata l'occasione per una grande industria legata all'energia (anche se vi sono future prospettive di sviluppo del settore), mentre si è molto contratto il settore del legno: si è passati da 32 segherie ad inizio XX secolo, alle attuali 6. Lo stesso discorso vale per gli opifici, ridotti di dimensione e quasi totalmente scomparsi. Nonostante il ridimensionamento delle segherie, il comparto del legno è quello che ad oggi, si rivela il più attivo e dinamico, grazie soprattutto alla riconversione della lavorazione del legno che non si basa più sul semplice e finalizzato taglio del legname, ma ha assunto i connotati della lavorazione e trasformazione del legno stesso. Molto dinamiche, in questo senso sono le attività industriali basate sulla produzione di mobili, porte ed infissi, e la trasformazione del legno in generale.
Anche il settore dell'industria alimentare si è molto vivacizzato nell'ultimo decennio, con il sorgere di attività alimentari legate alla trasformazione e commercializzazione dei prodotti caseari, legati alla lavorazione della carne (specie il maiale), di dolci e di pane, che esportano i loro prodotti in tutt'Italia.

### Terziario servizi e commercio

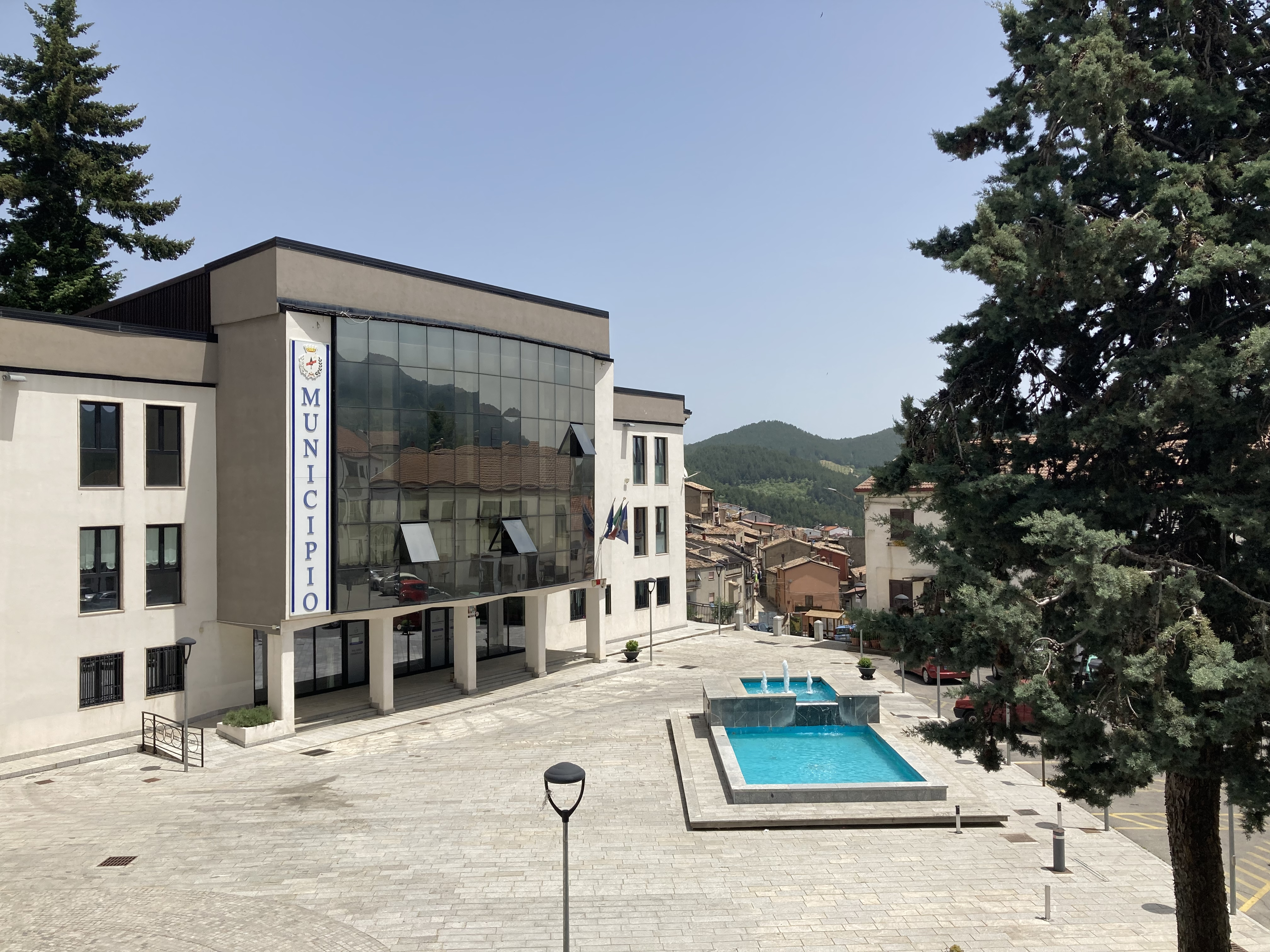
Il Palazzo Municipale

Il terziario pubblico è il settore più cospicuo dell'economia sangiovannese, trovando impiego una gran parte della forza lavoro della cittadina. Ciò è favorito dall'impiego pubblico nell'amministrazione, ma anche nell'ospedale cittadino. A questi si aggiungono gli impiegati che trovano lavoro nei servizi assicurativi, nei servizi bancari (con 6 banche sul territorio), e nel servizio all'impresa. Quest'ultimo è un settore a forte crescita e molto attivo, grazie alle case editrici e alle tipografie presenti, che soddisfano una domanda non solo interna ma anche estesa alla provincia ed alla regione, e soprattutto molto attivi sono i laboratori video/fotografici, con professionisti che operano e lavorano prodotti provenienti da aziende di tutt'Italia.
Il settore del commercio, è stato, assieme all'edilizia, il settore trainante dello sviluppo economico negli anni settanta e ottanta, favorito dalla posizione baricentrica della cittadina tra i centri provinciali di Cosenza e Crotone, molto sviluppato sia nel settore abbigliamento che in quello ricreativo/ristorativo (bar, rosticcerie, ristoranti e pizzerie). È comunque ampio il ventaglio dell'offerta commerciale, che non presenta vuoti di settore, se si escludono i grandi contenitori dei Centri commerciali.

### Turismo

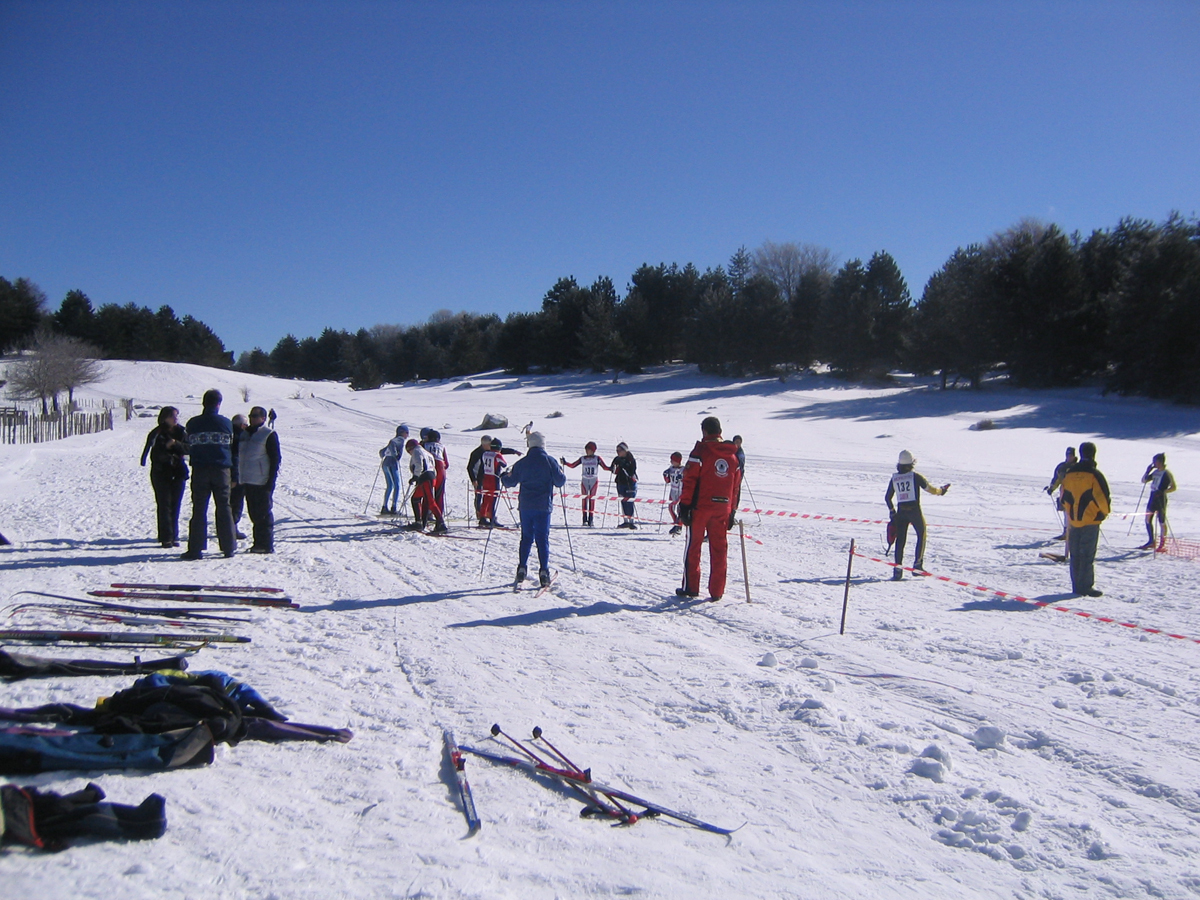
Piste da sci da fondo

Il settore turistico è sicuramente quello di maggiore pregio, e sul quale molti sono gli impegni imprenditoriali e politici che vanno verso questa direzione, confortati dagli andamenti dei flussi turistici che fanno registrare presenze per circa 100.000 visitatori l'anno, attratti soprattutto dall'Abbazia Florense ma anche dal resto del centro storico, ritenuto uno dei più belli di tutta la Regione. Vi è una variegata forma turistica che comprende tutto il territorio di San Giovanni in Fiore. Il turismo in questo senso può essere suddiviso in:
- Turismo culturale, legato allo studio e alla storia di Gioacchino da Fiore;
- Turismo religioso, legato al grande patrimonio ecclesiastico racchiuso nel centro storico di San Giovanni in Fiore;
- Turismo naturalistico, legato al patrimonio naturale della Sila, e al neo Parco nazionale della Sila;
- Turismo sportivo, legato soprattutto agli sport invernali, ma che coinvolge sport praticabili nelle altre stagioni dell'anno, quali il trekking e la mountain bike.

### Artigianato
Tra le attività più tradizionali vi sono quelle artigianali, che si distinguono per l'arte della tessitura, finalizzata alla realizzazione di tappeti caratterizzati da tecniche, da disegni e da temi ispirati ai Paesi orientali e mediorientali, oltreché per l'arte del vimini.

## Infrastrutture e trasporti

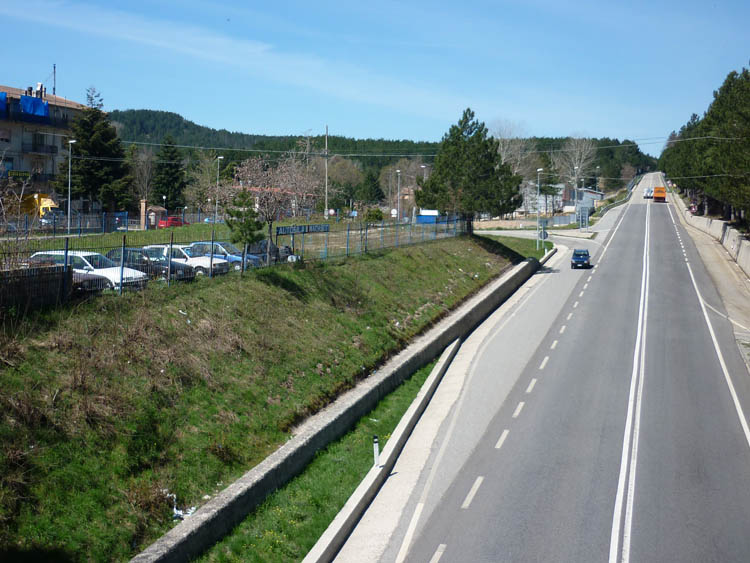
La SS 107 presso il bivio "Cuturelle"

### Strade
Il comune è interessato dalle seguenti direttrici stradali:
- Strada statale 107 Silana Crotonese (Paola ↔ Cosenza ↔ Crotone)
- Strada statale 108 Silana di Cariati (nella diramazione che da Colosimi ↔ porta a Torre Garga frazione di San Giovanni in Fiore)
- SP 207 Germano - Croce di Magara fraz. di Spezzano della Sila
- SP 208 Cuturelle - Germano
- SP 210 San Giovanni in Fiore - Trepidò
- SP 211 San Nicola/Silvana Mansio - Rovale
- SP 214 Trepidò - Cagno - Ceraso
- SP 215 Rovale - Pino Collito - Quaresima
- SP 216 Trepidò - Caporose
- SP 212 Palla palla - Castelsilano
- SP 213 Gimmella - Acquafredda
- SP 260 Palla palla - Savelli

### Ferrovie

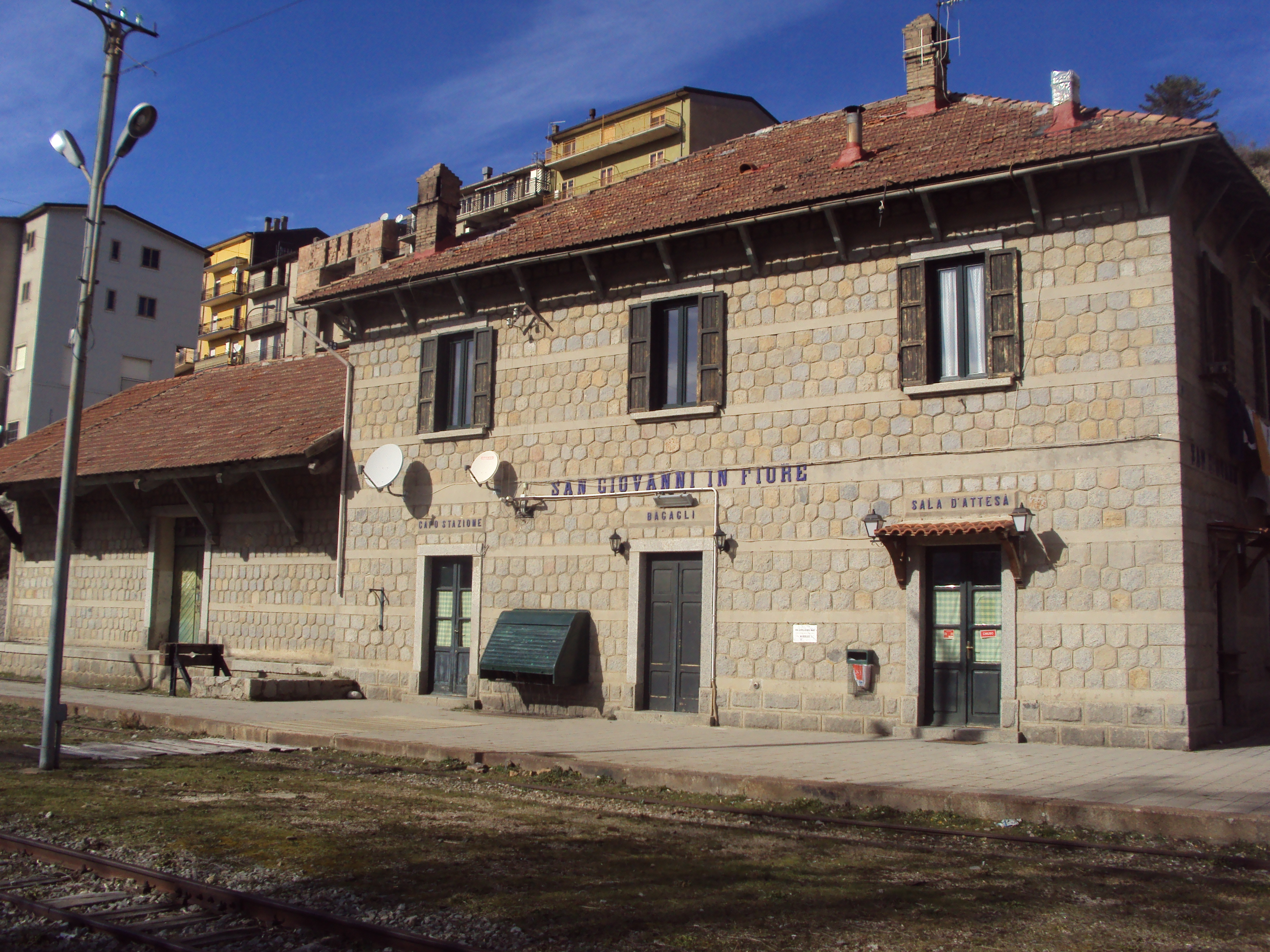
Stazione San Giovanni in Fiore

Il comune era interessato dalla Ferrovia Cosenza-Camigliatello-San Giovanni in Fiore, inaugurata nel 1956. Dal 1997 la tratta Camigliatello Silano-San Giovanni in Fiore fu sospesa dal servizio regolare e utilizzata solo da treni turistici.
Tre sono le stazioni ferroviarie ricadenti nel territorio comunale di San Giovanni in Fiore:
- Stazione di San Giovanni in Fiore
- Stazione di Torre Garga
- Stazione di Vallepiccola

### Mobilità urbana
I trasporti urbani e interurbani di San Giovanni in Fiore vengono svolti con servizi regolari di autobus gestiti dalle Ferrovie della Calabria.

## Amministrazione

### Gemellaggi
- Clarksburg
- Paola
- Genk

### Altre informazioni amministrative
È sede amministrativa del parco nazionale della Sila, ubicata presso la frazione di Lorica, e faceva parte della comunità montana Silana (soppressa assieme alle altre comunità montane calabresi nel 2013).

## Sport

### Calcio
Il calcio è lo sport più praticato. La prima squadra locale fu la Sangiovannese che giocò nella prima metà del secolo scorso, sostituita nel 1947 dalla Silana, la nuova principale squadra locale. La Silana durante il corso della sua storia non ha mai gareggiato in campionati professionistici raggiungendo come massimo traguardo, la partecipazione nel campionato di serie D (Dilettanti), durante la seconda metà degli anni novanta. Attualmente, le squadre di calcio sono due, F.C. Silana, e Stelle Azzurre Silana.

### Calcio a 5
Il calcio a 5 è uno sport che si è diffuso solo negli ultimi anni, precisamente dal 2001 con la costituzione ufficiale della prima squadra di calcio a 5 della cittadina, ossia l'Oratorio San Francesco. La squadra locale milita nel campionato di serie C1 durante la stagione 2009/2010.

### Pallavolo

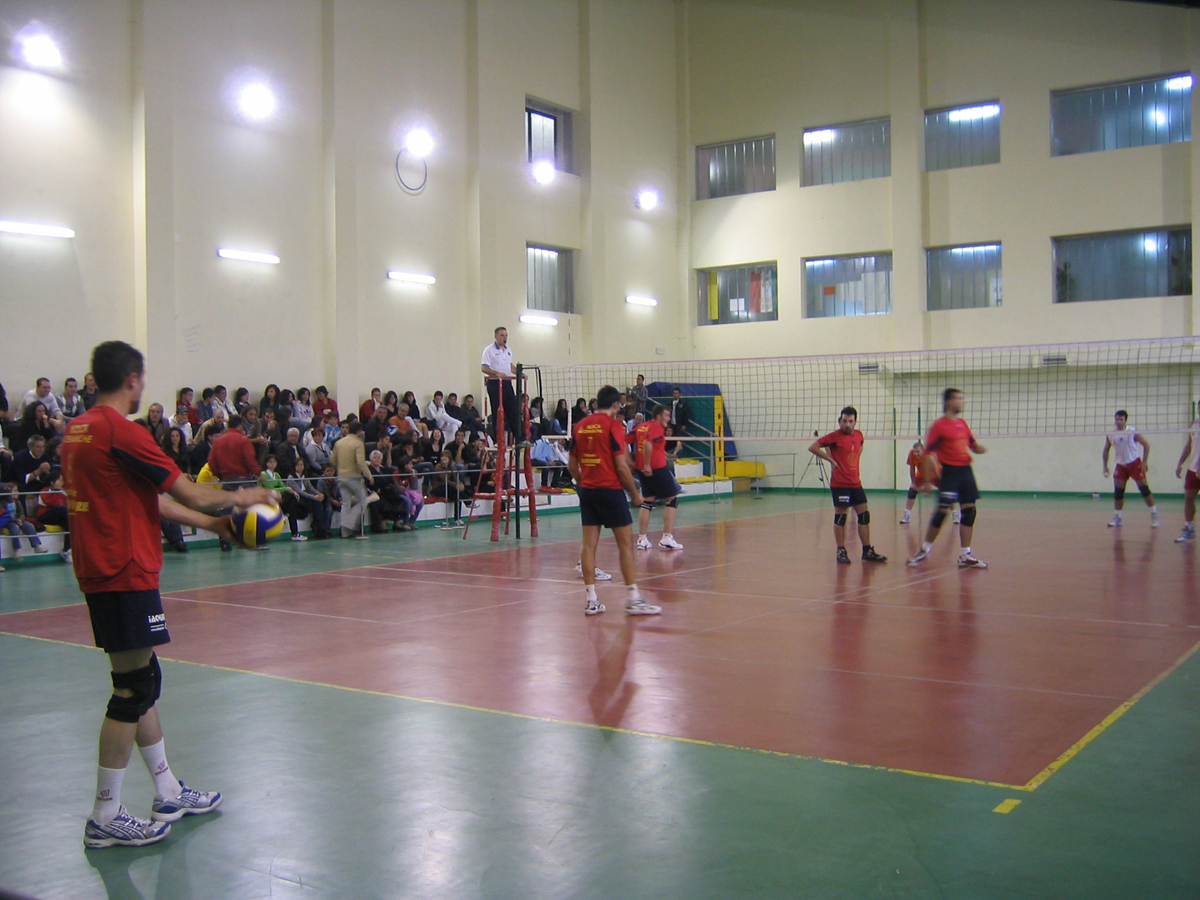
La Volley SGF

La pallavolo è insieme al calcio l'attività sportiva storica della cittadina, sviluppatasi molto durante gli anni novanta.
La squadra locale di pallavolo è la Silan Volley (poi diventata Volley SGF), fondata nel 1983, ha conosciuto nel corso della sua esistenza, alti e bassi, con l'apice della carriera sportiva culminato a fine anni novanta con la disputa per 2 anni del campionato di serie B2.
La “Volley SGF” ha disputato il campionato di serie C. Guidata dal presidente Antonio Atteritano e dall'allenatore Salvatore Cocchiero, la squadra oramai è molto conosciuta in ambito regionale (il presidente Atteritano è il vicepresidente regionale della Fipav Calabria), ed ha una scuola volley che conta più di 100 iscritti.

### Sci di fondo
Lo sci di fondo, sport nazionale dei paesi scandinavi, è diventato sport praticato dalla fine del ventesimo secolo, grazie ad una costante diffusione ed istituzione della disciplina, per merito specie dello “Sci club Montenero” l'associazione sportiva che pratica questo sport. Lo Sci club, coadiuvato dalla collaborazione degli enti operanti sul territorio (Comune, Provincia, Comunità Montana e Parco Nazionale della Sila) ha fatto dello sci da fondo, un punto fermo dello sport sangiovannese. La squadra agonistica dello sci club Montenero, gareggia oramai da molti anni in competizioni nazionali e interregionali e per meglio praticare questo sport, è stato realizzato nel territorio comunale il “Centro Fondo Carlomagno”, impianto nel quale la squadra locale effettua la preparazione agonistica, oltreché le gare e le manifestazioni principali.

### Sci alpino
Lo sci da discesa è praticabile presso la frazione di Lorica, attrezzata con impianti di risalita, che dal villaggio portano sulla cima di monte Botte Donato, il monte più alto della Sila. Lo sci da discesa, nato sui monti silani negli anni settanta, ha fatto registrare una grande diffusione specie nell'ultimo decennio. Nel villaggio sono presenti alcune "Scuole sci" impegnate in competizioni interregionali e nazionali.

### Altro
- Ski roll
- Scuola judo
- Associazione ciclistica - A.S.D. Ciclistica Florense
- Associazione Mountain Bike - Gran Bosco d'Italia
- Associazione scherma calabrese
- Associazione sportiva Sila Basket - Pallacanestro e Street Basket 3v3

Il 29 dicembre 2005 San Giovanni in Fiore è stata una delle tappe del viaggio della Fiaccola olimpica per i Giochi olimpici invernali di Torino 2006.

### Impianti sportivi
- Stadio comunale Valentino Mazzola
- Stadio comunale Saltante
- Palazzetto dello sport
- Centro fondo Carlomagno
- Scuola Golf Garga
  - Campo da golf 9 buche in località Torre Garga
- Centro sportivo comunale Pirainella
  - Campo tennis con tribuna 300 posti
  - Campo basket con tribuna 200 posti
- Scuola tennis
  - campo da tennis presso il Centro A.R.S.S.A.
  - Campo di calcio a 5
- Centro Sportivo Oliverio
  - 2 campi di calcio a 5
- Centro sportivo Rao

#### Centro Fondo Carlomagno
Il Centro Fondo Carlomagno è una struttura sciistica del Comune di San Giovanni in Fiore nella quale si pratica lo sci di fondo e lo sleddog. Al suo interno si trova un rifugio con servizio di ristorazione e noleggio sci e slittini.

#### Stadio comunale

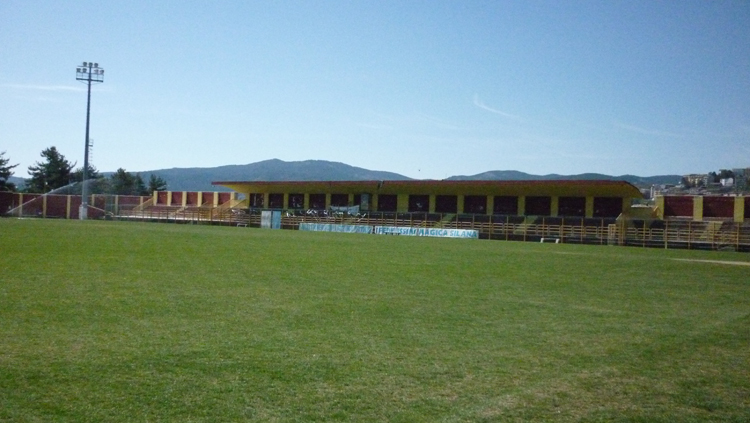
Interno del "Valentino Mazzola"

Lo stadio comunale Valentino Mazzola è il più grande di San Giovanni in Fiore. Realizzato su uno spiazzo rurale, assunse la forma attuale grazie al progetto di trasformazione avvenuta negli anni ottanta: ha una sola tribuna, coperta nella parte centrale, il manto in erba naturale (l'unico stadio della cittadina ad averlo) e può ospitare circa 1.500 persone, ed è intitolato a Valentino Mazzola, calciatore del Torino, scomparso nella Tragedia di Superga. Vi disputa le partite interne la squadra locale (Silana 1947). Fino agli anni ottanta è stato un campo di calcio in terra battuta, con una tribuna popolare in legno, senza norme di sicurezza accettabili. Nell'ultimo decennio ha ospitato i ritiri estivi di alcune squadre di Serie B (A.C.R. Messina, Avellino U.S. Crotone e Reggina Calcio).